# Doctrina de la Iglesia católica

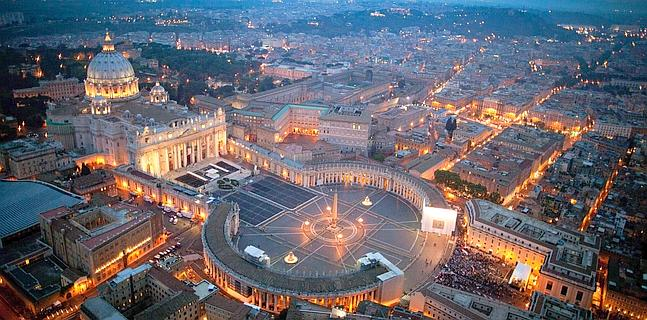
Vista aérea de la basílica de San Pedro en el Vaticano

La doctrina de la Iglesia católica, o simplemente doctrina católica, es el conjunto de contenidos que la Iglesia católica considera como «verdades de fe», y de acuerdo a las enseñanzas de la misma, es el resultado de las palabras y obras realizadas por Jesucristo para revelar a los hombres el camino de la salvación y de la vida eterna. Las enseñanzas que la Iglesia católica declara como verdades de fe se encuentran expresadas y resumidas en el Credo Niceno-Constantinopolitano y en numerosos documentos de la Iglesia, como por ejemplo en el Catecismo de la Iglesia católica (CIC) y en el Compendio del Catecismo de la Iglesia católica (CCIC).
La Iglesia cristiana cree que la doctrina fue gradualmente revelada por Dios a través de los tiempos, llegando a su plenitud y perfección en Jesús, Cristo, considerado por los católicos como el Hijo de Dios, el Mesías y el Salvador del mundo y de la humanidad. Pero, la definición y comprensión de esa doctrina es progresiva, necesitando por eso del constante estudio y reflexión de la Teología, pero siempre fiel a la revelación divina y orientada por la Iglesia.
Para los católicos, la fe consiste en su libre entrega y amor a Dios, dándole "la plena sumisión de su intelecto y de su voluntad y dando consentimiento voluntario a la revelación hecha por Él". Esa revelación es transmitida por la Iglesia sobre la forma de Tradición. La fe en Dios "opera por la caridad" (Gálatas 5,6), por eso la vida de santificación de un católico implica su participación en los sacramentos y su seguimiento de la voluntad divina, a través de, por ejemplo, la práctica de las enseñanzas reveladas (que se resumen en el mandamiento del amor enseñado por Jesús), de las buenas obras y también de las reglas de vida propuestas por la Iglesia fundada y encabezada por Jesús. Esa entrega a Dios tiene por finalidad y esperanza últimas la salvación de los hombres y la implementación del Reino de Dios. En ese reino eterno solo existe el bien, y los hombres salvos y justos, después de la resurrección de los muertos y el fin del mundo, pasarán a vivir eternamente en Dios, con Dios y junto a Dios.

## Revelación divina y tradición

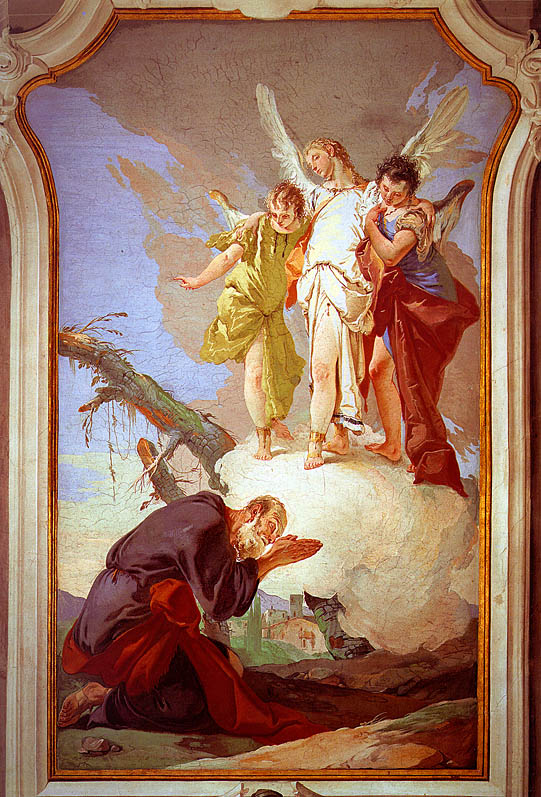
Dios se revela a Abraham, el mayor patriarca del Antiguo Testamento y el "padre de los creyentes".

Según la fe católica, Dios se reveló al hombre, a través de palabras y acontecimientos, para que el hombre pueda conocer su designio de benevolencia. Ese designio "consiste en hacer participar, por la gracia del Espíritu Santo, a todos los hombres en la vida divina, como sus hijos adoptivos en su único hijo", que es Jesucristo. Esa infalible Revelación divina, manifestada a lo largo de los siglos que corresponden al Antiguo Testamento, es plenamente realizada y completada en Jesucristo. A partir de la resurrección de Cristo, no será revelado más nada a los hombres hasta la Parusía. Pero, "a pesar de que la Revelación ya está completa, todavía no está plenamente explicitada. Y está reservado a la fe cristiana aprender gradualmente todo su alcance, y el transcurso de los siglos."
A partir de ahí, según lo que dice la Iglesia, la Revelación inmutable (o el depósito de fe) sería transmitida ininterrumpidamente e íntegramente por la Iglesia católica a través de una doble Tradición (que en latín significa entrega el acto de confiar) indisociable, que puede ser oral o escrita (2 Tesalonicenses 2,15; 2 Timoteo 1,13-14; 2,2):
- la Tradición oral, o simplemente la Tradición, que conserva las enseñanzas de Cristo a los Apóstoles. A su vez, ellos transmiten integralmente estas enseñanzas a sus sucesores (los obispos unidos con el Papa), para que ellos puedan conservar y difundirlos;[20][21]
- la Tradición escrita, o la Biblia, es el producto del registro escrito de la Tradición oral por los cuatro evangelistas y otros escritores sagrados, siempre inspirados por el Espíritu Santo. Para los católicos, la Biblia está constituida por 73 libros, organizados en el Antiguo Testamento y el Nuevo Testamento.[20]

Ambas están intercomunicadas, visto que "Jesús ha hecho en presencia de los discípulos muchas otras señales, que no están escritas en este libro", en el Evangelio de San Juan. Además de la Revelación inmutable, existen también las apariciones privadas (ej.: las apariciones marianas), que no pertenecen a la Revelación ni pueden contradecirlas. Por eso, los católicos no están obligados a creer en ellas, aunque algunas de ellas fueran reconocidas como auténticas por la Iglesia (ej.: apariciones de Fátima). Su papel es solamente ayudar a los fieles a vivir mejor la Revelación divina, en una determinada época de la historia.

### Magisterio de la Iglesia y desarrollo de la doctrina

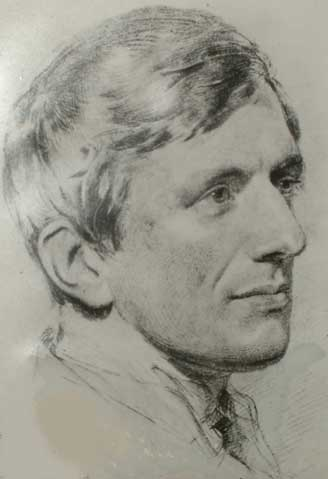
El Cardenal Newman reflexionó mucho sobre el desarrollo de la doctrina.

La Tradición, sea ella oral o escrita, es interpretada y profundizada progresivamente por el Magisterio de la Iglesia católica, que debe ser obedecida y seguida por los católicos. Esto porque la función del Magisterio es de guardar, interpretar, trasmitir y enseñar la Tradición, que es propia de la autoridad de la Iglesia, pero más concretamente del Papa y de los obispos unidos al Papa. Fue sobre la base de su interpretación que la Iglesia escogió los libros pertenecientes al canon bíblico. Ella cree que sus verdades de fe no están solamente contenidas en la Biblia, queriendo eso decir que las Tradiciones orales y escritas "deben ser recibidas y veneradas con igual espíritu de piedad y reverencia".
La Iglesia católica cree que, "a pesar de que la Revelación ya está completa, todavía no está plenamente explicitada. Y está reservado a la fe cristiana aprender gradualmente todo su alcance, en el transcurso de los siglos." Por eso, la Iglesia admite el desarrollo progresivo de su doctrina, bien como las costumbres y la expresión de la fe de sus fieles, a lo largo de los siglos. Ese desarrollo doctrinal, que según cree es orientado por la gracia del Espíritu Santo, es resultado de la interpretación gradual de la Revelación divina (o "crecimiento y la inteligencia de la fe"), que no puede ser confundida con a materia de la propia Revelación, que es inalterable. En otras palabras, el Magisterio de la Iglesia, al meditar y estudiar la Revelación inmutable, se daría cuenta de manera gradual de ciertas realidades que antes no tenía comprendida explícita y totalmente.
El proceso de desarrollo de la doctrina, que tiene que ser siempre continuo y fiel a la Tradición, implica la definición gradual de dogmas, que, una vez proclamados solemnemente, son inmutables y eternos. Pero, eso "no quiere decir que tales verdades solo han sido reveladas tardíamente, sino que se vuelven más claras y útiles para la Iglesia en su progresión en la fe."

### Dogmas, verdades de fe e hipótesis
Existe una jerarquía que divide y clasifica las varias verdades de fe profesadas por la Iglesia católica, ya que su relación con el "fundamento de la fe cristiana" es diferente.
De ese modo, existen los dogmas, que son las verdades infalibles e inmutables que constituyen a base de la doctrina católica. Los dogmas son definidos y proclamados solemnemente por el Supremo Magisterio (Papa o Concilio Ecuménico con el Papa) siendo verdades definitivas, porque ellas están contenidas en la Revelación divina o tienen con ella una conexión necesaria. Una vez proclamado solemnemente, ningún dogma puede ser alterado o negado (sin embargo,  puede ser reinterpretado). Por eso, el católico está obligado a adherir, aceptar y creer en los dogmas de una manera irrevocable.
Además de los dogmas, existen todavía muchas definiciones doctrinarias que, no estando expresamente definidas en la Biblia o en la Tradición oral, aún plantean dudas y no se encuentran todavía completamente desarrolladas. Esas definiciones, que después se pueden volver dogmas, son divididas en:
- verdades de fe, que son objeto de creencia por todos los católicos, aunque todavía no sean dogmas y que pueden sufrir algún desarrollo doctrinal posterior;[6]
- verdades próximas a la fe, que faltan poco para volverse verdades de fe;[6]
- hipótesis, que pueden ser creídas por los católicos y que permanecen solamente como temas de reflexión por parte de teólogos debidamente acreditadas por la Santa Sede.[6]

### Ortodoxia, heterodoxia y herejía
Además de la doctrina oficial u ortodoxa propuesta por el Magisterio de la Iglesia católica ordinariamente a través del munus docendi (deber de enseñar) del obispo en comunión con el Papa y extraordinariamente a través de los Concilios Ecuménicos y definiciones pontificias solemnes, aparecieron varias otras versiones teológicas heterodoxas. Esos desvíos de la enseñanza normativa de la Iglesia pueden ser tolerados, combatidos a través de la catequesis y discusiones o condenados solemnemente por la Iglesia. Uno de los ejemplos más paradigmáticos de versión teológica heterodoxa es la teología de la liberación, de fuerte inspiración marxista, que fue corregida por la innstrucción Libertatis nuntius.
Las herejías son doctrinas heterodoxas desarrolladas por bautizados cristianos que niegan y dudan explícitamente un dogma o verdad fundamental católica. Cualquier hereje, excepto los nacidos y bautizados en comunidades no católicas o aquellos que cayeron en herejía o cisma antes de los 16 años, es condenado con la excomunión latae sententiae y con otras penas canónicas, como a dimisión del estado clerical, en caso de que el hereje sea un clérigo. Algunas de las principales herejías condenadas por la Iglesia fueron el gnosticismo (siglo II), el maniqueísmo (siglo III), el arrianismo (siglo IV), el pelagianismo (siglo V), Iconoclasia (siglo VIII), catarismo (siglos XII-XIII), protestantismo (siglo XVI), anglicanismo (siglo XVI), jansenismo (siglo XVII) y modernismo (siglo XIX). Hoy, la Iglesia considera el relativismo moral y doctrinal como la gran herejía actual.

#### Supresión de la herejía: la Inquisición
La Inquisición se refiere a varias instituciones creadas para combatir y suprimir la herejía en el seno de la Iglesia católica. La Inquisición medieval fue jurídicamente instituida en 1231. La instalación de esos tribunales eclesiásticos era común en Europa a pedido de los poderes regios, especialmente en España (1478) y en Portugal (1531/1536), donde ambas dependieron mucho del poder civil.
El condenado era muchas veces responsabilizado por una "crisis de fe", pestes, terremotos y miseria social, siendo entregado a las autoridades del Estado para que fuese punido. Las penas variaban desde el ayuno, multas, pequeñas penitencias, prisión, confiscación de bienes, pérdida de libertad y tortura hasta la pena de muerte aplicada por el poder civil, cuya modalidad más conocida es la hoguera. A pesar de eso, activistas y estudiosos católicos argumentan que la Inquisición papal fue instituida principalmente para impedir y evitar las supersticiones judiciales (ej.: ordalía) y los abusos de población o de gobernantes seculares, como Federico II, que ejecutaba herejes por cuestiones políticas.
En los siglos XV y XVI, influenciados por la Reforma protestante, la Inquisición fue reorganizada: en 1542, el Papa Pablo III instituyó la Sagrada Congregación de la Inquisición Universal. En el siglo XIX, los tribunales de la Inquisición fueron suprimidos por los Estados europeos, pero todavía mantenidos por el Estado Pontificio. En 1908, sobre el Papa Pío X, la institución fue renombrada Sacra Congregación del Santo Oficio. En 1965, con motivo del Concilio Vaticano II, durante el pontificado de Pablo VI, asumió su nombre actual de Congregación para la Doctrina de la Fe.
Aunque señalar que sería un anacronismo interpretar la Inquisición fuera del contexto social, cultural y religioso que la vio nacer, la Iglesia católica reconoció recientemente que la Inquisición "es inconcebible para la actual mentalidad y cometió, más allá de la crudeza de sus propias costumbres de entonces, verdaderos abusos e injusticias (como la condenación de los Templarios, de Santa Juana de Arco" entre otros). Actualmente, la Iglesia, comprendiendo mejor la libertad de pensamiento, prefiere utilizar el diálogo y el ecumenismo para combatir las herejías y otros desvíos de la doctrina.

## Historia
Las alteraciones y adiciones verificadas en la doctrina católica en el transcurso del tiempo son llamados por la Iglesia católica desarrollo de la doctrina y justificados por el hecho de que, "a pesar de que la Revelación ya esté completa, todavía no está plenamente explicitada" y, por eso, a lo largo de los tiempos, la doctrina católica fue siendo enriquecida por nuevas clarificaciones, nuevas definiciones de dogmas y nuevos pronunciamientos papales o conciliares.

### Los siete primeros concilios

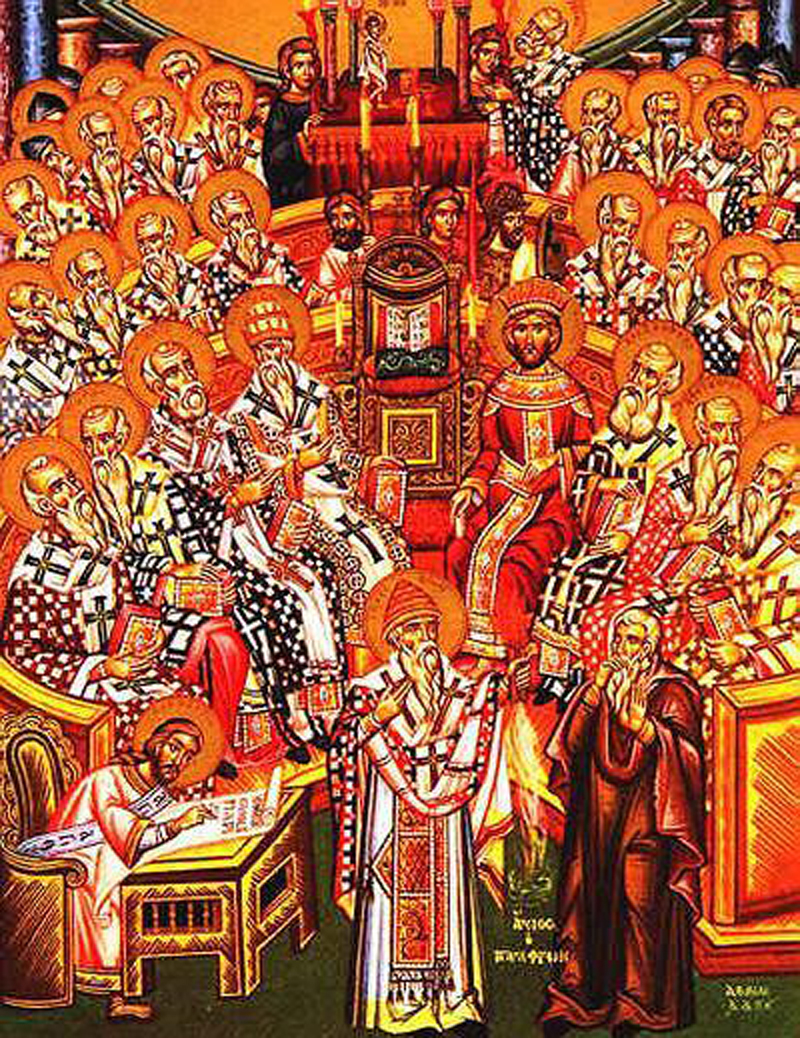
El Primer Concilio de Nicea (325).

El Primer Concilio de Nicea (325) formuló el Credo Niceno original, que reconocía las tres Personas de la Santísima Trinidad (Padre, Hijo y Espíritu Santo) y enseñaba que Jesús, Hijo de Dios, era consubstancial al Dios Padre. Al definir la divinidad de Jesús, ese concilio condenó el arrianismo. De hecho, uno de los dogmas centrales del catolicismo, la Santísima Trinidad, ya era ampliamente discutido, reflexionado y aceptado por muchos cristianos antes del Concilio de Nicea: ya en 180 d. C., la palabra Trinidad era usada por Teófilo de Antioquia. Pero, antes de eso, esta doctrina peculiar ya aparecía con gran frecuencia en el ámbito de la praxis bautismal (véase "Didaché" 7, 1; y Justino, "Apología" 1, 61, 13) y eucarística (véase Justino, "Apología" 1, 65-67; y Hipólito, "Tradición Apostólica" 4-13). La fórmula trinitaria (Padre, Hijo y Espíritu Santo) ya aparecía también en varias cartas y escritos cristianos (véase Ignacio de Antioquia, "Carta a los Efesios", 9, 1; 18, 2; y en la "Primera Carta de Clemente Romano" 42; 46, 6). En el siglo III, Tertuliano, Orígenes y Gregorio Taumaturgo reflexionaron con gran profundidad sobre este dogma católico.
El Primer Concilio de Constantinopla (381) definió la divinidad del Espíritu Santo, cuya divinidad es la misma del Padre y del Hijo. El concilio también reformuló el Credo Niceno, que pasó a constar de más informaciones sobre la naturaleza del Espíritu Santo, sobre Jesús y sobre otros dogmas importantes. Ese concilio condenó el macedonianismo, el apolinarismo y, una vez más, el arrianismo.
En 431, el Concilio de Éfeso proclamó la Virgen María como la Madre de Dios (en griego: Theotokos), en oposición a Nestorio, que defendía que María solo debía ser llamada de Madre de Cristo, porque ella era solo la madre de naturaleza humana de Cristo y no de su naturaleza divina. Nestorio defendía que esas dos naturalezas eran distintas y separadas, algo que el concilio condenó. Además del nestorianismo, el concilio condenó todavía el pelagianismo, que entraba en oposición con la doctrina del pecado original y de la gracia desarrollada por San Agustín, en el siglo V.
San Agustín es considerado uno de los Padres de la Iglesia. Esos teólogos, que vivieron entre el siglo II y el siglo VII, clarificaron y consolidaron los principales conceptos de la fe (ex.: primacía papal, Santísima Trinidad, naturaleza de Cristo, naturaleza de la Iglesia, gracia, canon bíblico, salvación, pecado, etc.), combatieron muchas herejías y, de cierta forma, fueron responsables de la fijación y sistematización de la Tradición apostólica. Por eso, lo pensamiento y la reflexión teológica de los Padres de la Iglesia son todavía hoy una base fundamental de la construcción teológica.
En 451, el Concilio de Calcedonia definió que subsisten en la persona de Jesucristo dos naturalezas (divina y humana) unidas: "Jesús es perfecto en divinidad y perfecto en humanidad, verdadero Dios y verdadero hombre, compuesto de un alma racional y de un cuerpo, consubstancial al Padre según la divinidad, consubstancial a nosotros según la humanidad". Por eso, el concilio condenó o monofisismo de Eutiques, que defendía que Jesús tenía solo una naturaleza, siendo la naturaleza humana tan unida a la naturaleza divina que fue absorbida por la última. Además, el concilio condenó también la simonía.
El Tercer Concilio de Constantinopla (680-681) condenó el monotelismo y reafirmó que Cristo, siendo Dios y hombre, tenía las voluntades humana y divina. El Segundo Concilio de Nicea (787) definió la validez de la veneración de imágenes santas, condenando así la iconoclasia.

### Edad Media

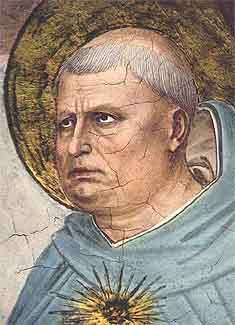
Santo Tomás de Aquino afirmó que la fe y la razón pueden ser conciliadas, "porque provienen ambas de Dios", siendo la razón un medio de entendimiento de la fe.

El Cuarto Concilio de Letrán (1215) oficializó una antigua tradición en que cada católico tenía que recibir, por lo menos una vez por año, en la Pascua, la confesión y la Eucaristía (ver los cinco mandamientos o preceptos de la Iglesia católica). Ese concilio defendió también el celibato clerical, la doctrina de la transubstanciación y condenó todavía los albigenses.
En el siglo XIII, Santo Tomás de Aquino, doctor de la Iglesia y autor de la Suma Teológica, adaptó la filosofía de Aristóteles al pensamiento cristiano de época. El es considerado el más alto representante de la escolástica, que es un sistema, movimiento y método que procuró reafirmar que la fe supera pero no contradice la razón. Combinando siempre la filosofía y la teología, los debates y reflexiones escolásticos se basaban en la lectura de las Sagradas Escrituras y de los escritos de los Padres de la Iglesia y de varios filósofos.
El Concilio de Constanza (1414-1418) condenó las herejías de John Wycliffe y de Jan Hus, que eran dos famosos precursores de la Reforma protestante. El Quinto Concilio de Letrán (1512-1517) definió la inmortalidad del alma.

#### Cuestión del celibato
El Primer Concilio de Latrán (1123) y el Segundo Concilio de Letrán (1139) condenaron e invalidaron el concubinato y los casamientos de clérigos, imponiendo así el celibato clerical. Pero, es preciso señalar que el celibato obligatorio ya fue decretado por el Concilio de Elvira (295-302), pero, como era solo un concilio regional español, sus decisiones no fueron cumplidas por toda la Iglesia. El Primer Concilio de Nicea (323) decretó solo que "todos los miembros del clero estaban prohibidos de vivir con cualquier mujer, con excepción de la madre, hermana o tía" (III canon). A pesar de eso, en el final del siglo IV, la Iglesia latina promulgó varias leyes a favor del celibato, que fueron generalmente bien aceptadas en el Occidente, en el pontificado de San León Magno (440-461). De hecho, el Concilio de Calcedonia (451) prohibió el casamiento de monjes y vírgenes consagradas (XVI canon).
Sin embargo, a pesar de eso, hubo varios avances y retrocesos en la aplicación de esa práctica eclesiástica, incluso llegando hasta a haber algunos Papas casados, como por ejemplo el Papa Adriano II (867-872). En el siglo XI, varios Papas, especialmente León IX (1049-1054) y Gregorio VII (1073-1085), se esforzaron nuevamente por aplicar con mayor rigor las leyes del celibato, debido a la creciente degradación moral del clero. Según fuentes históricas, durante el Concilio de Constanza (1414-1418), 700 prostitutas atendieron sexualmente a los participantes.
El celibato clerical volvió a ser defendido por el Cuarto Concilio de Letrán (1215) y por el Concilio de Trento (1545-1563). Actualmente, las leyes del celibato se aplican solamente a los sacerdotes de la Iglesia latina (del Occidente), a diferencia de las Iglesias orientales católicas y los ordinariatos personales para anglicanos, que permiten la ordenación de casados, pero no que los sacerdotes contraigan matrimonio.

### Del Concilio de Trento hasta ahora

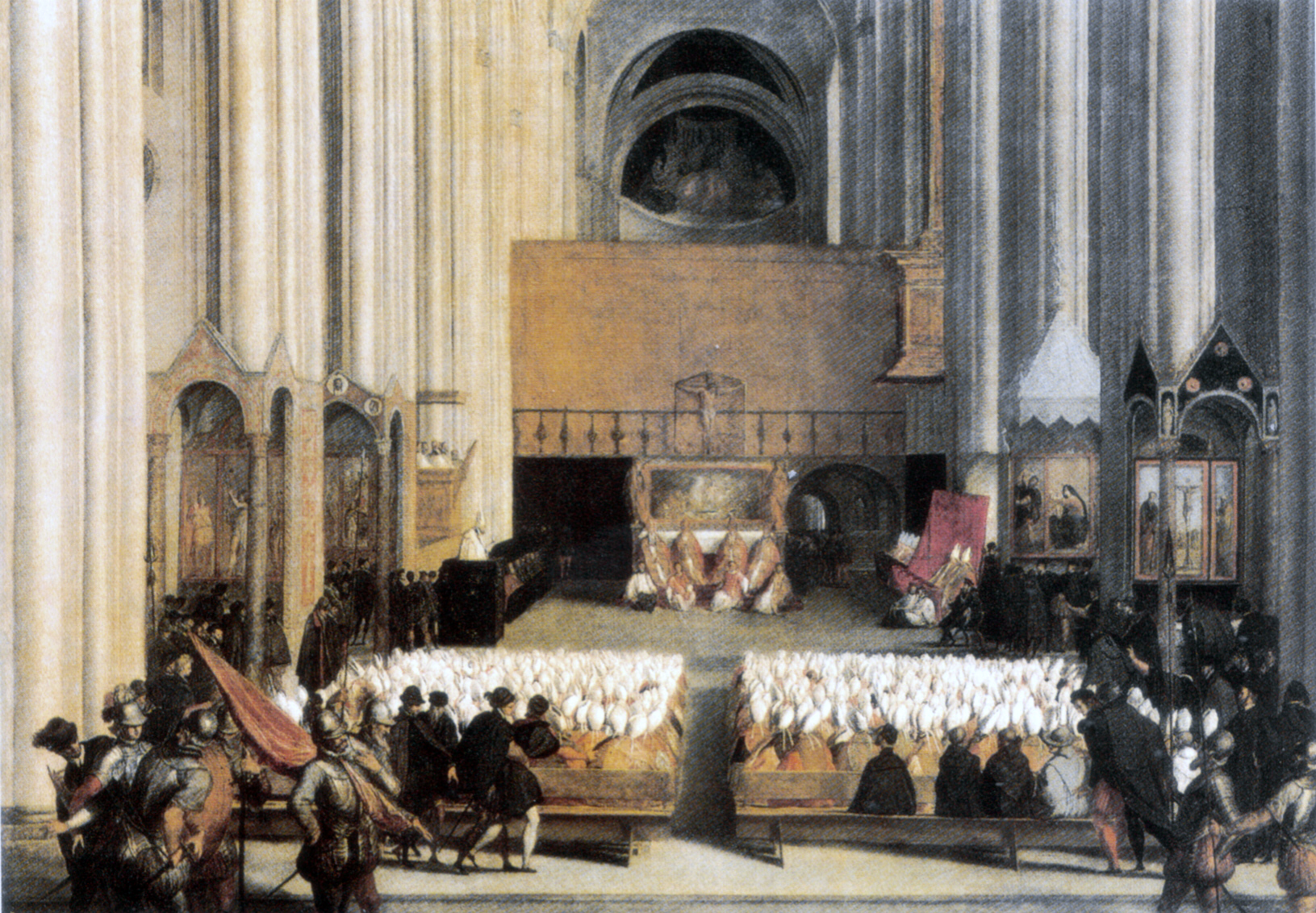
El Concilio de Trento (1545-1563) luchó contra la Reforma protestante, que fue, a la par del Cisma de Oriente, una de las mayores divisiones que la Iglesia católica jamás enfrentó.

En el siglo XVI, debido a la Reforma protestante, fue convocado el Concilio de Trento (1545-1563) para reformar la disciplina eclesiástica y consolidar las principales verdades de fe católicas. Ese concilio reafirmó, clarificó y definió la presencia real de Cristo en la Eucaristía, la doctrina de los siete sacramentos (siendo cada uno de ellos ampliamente debatido y definido por el concilio), la doctrina de la gracia y del pecado original, la justificación, el valor y la importancia de la misa, el celibato clerical, la jerarquía católica, la Tradición, el canon bíblico (reafirmó como auténtica la Vulgata), la liturgia (la misa tridentina), el culto a los santos, de las reliquias y de las imágenes, las indulgencias y la naturaleza de la Iglesia. El concilio promovió también la publicación del Index librorum prohibitorum. El Concilio de Trento fue el concilio ecuménico que duró más tiempo, emitió el mayor número de decretos dogmáticos y reformas y produjo los resultados más duraderos sobre la fe y la disciplina de la Iglesia.
A lo largo de los siglos XVII y XVIII, los jesuitas y los jansenistas se confrontaron con polémicas acerca del papel de la gracia, de la libertad humana y de la participación del hombre en su propia salvación. Por último, los jansenistas fueron condenados por el Magisterio de la Iglesia católica. En 1854, el Papa Pío IX proclamó como dogma la Inmaculada Concepción de María. El Concilio Vaticano I (1869-1870) proclamó incluso como dogma la Infalibilidad papal. En 1891, el Papa León XIII publicó la encíclica Rerum Novarum, marcando así el inicio de la sistematización de la Doctrina Social de la Iglesia. A finales del siglo XIX e inicios de siglo XX, apareció la herejía del modernismo, que fue rudamente condenada por el Papa San Pío X.
En 1950, el Papa Pío XII proclamó como dogma la Asunción de María al Cielo, en cuerpo y alma. Entre 1962 y 1965, el Concilio Vaticano II, idealizado por el Papa Juan XXIII, impulsó el aggiornamento (actualización) de la Iglesia, tratando por eso de varios temas distintos, tales como la reforma de la liturgia, la constitución y pastoral de la Iglesia (que llegó a ser fundada en la igual dignidad de todos los creyentes), la relación entre la Revelación divina y la Tradición, la defensa de la libertad religiosa, el empeño al ecumenismo y la defensa del apostolado de los laicos. Ese concilio no proclamó ningún dogma, pero sus orientaciones doctrinales y pastorales son de extrema importancia para la acción de la Iglesia en el mundo moderno. En 1968, el Papa Pablo VI publicó la encíclica Humanae Vitae, que trataba de varios asuntos relacionados con el valor de la vida, la procreación y la contracepción.

## La doctrina y el conocimiento científico
El Magisterio de la Iglesia católica defiende en el siglo XXI que buena parte de la Tradición, incluyendo la Biblia y más específicamente el libro de Génesis, debe ser interpretado como alegoría y de acuerdo con las costumbres y con los conocimientos científicos de la época. En ese caso, esas alegorías serían portadoras de verdad teológica, pero que no poseerían necesariamente verdad histórica o científica. Luego, las interpretaciones literales son oficialmente abandonadas, aunque todavía permanezcan ciertos sectores más conservadores y fundamentalistas que no lo acepten por completo. Ese modo alegórico de interpretar la Biblia no es algo surgido solamente en los tiempos actuales. Por ejemplo, ya en el siglo V, San Agustín afirmaba que la Biblia debería ser interpretada de modo de armonizarla con los conocimientos científicos disponibles en cada época.
De hecho, la Iglesia católica, defendiendo el pensamiento de San Agustín y de Santo Tomás de Aquino, que afirma, "aunque la fe supere la razón, no podrá nunca existir contradicción entre la fe y la ciencia porque ambas tienen origen en Dios." Luego, a partir del siglo XX, la Iglesia fue lentamente aceptando varios descubrimientos científicos modernos. Por ejemplo, acabó por aceptar oficialmente las teorías del Big Bang y de la evolución (con la constante intervención divina), defendiendo que son compatibles con la creencia de la creación divina del mundo, puesto que esas teorías sean científicamente válidas.
La Iglesia católica y la ciencia continúan sin estar de acuerdo en cuestiones relacionadas, como por ejemplo: en la infalibilidad y en la autenticidad de la Tradición revelada; en la negación de la existencia de Dios y del alma (y de su inmortalidad); en los momentos exactos del principio y del fin de la vida humana; y en las implicaciones éticas de la clonación, de la anticoncepción o fertilización artificial, de la manipulación genética y del uso de células madre embrionarias en la investigación científica.

### El caso de Galileo

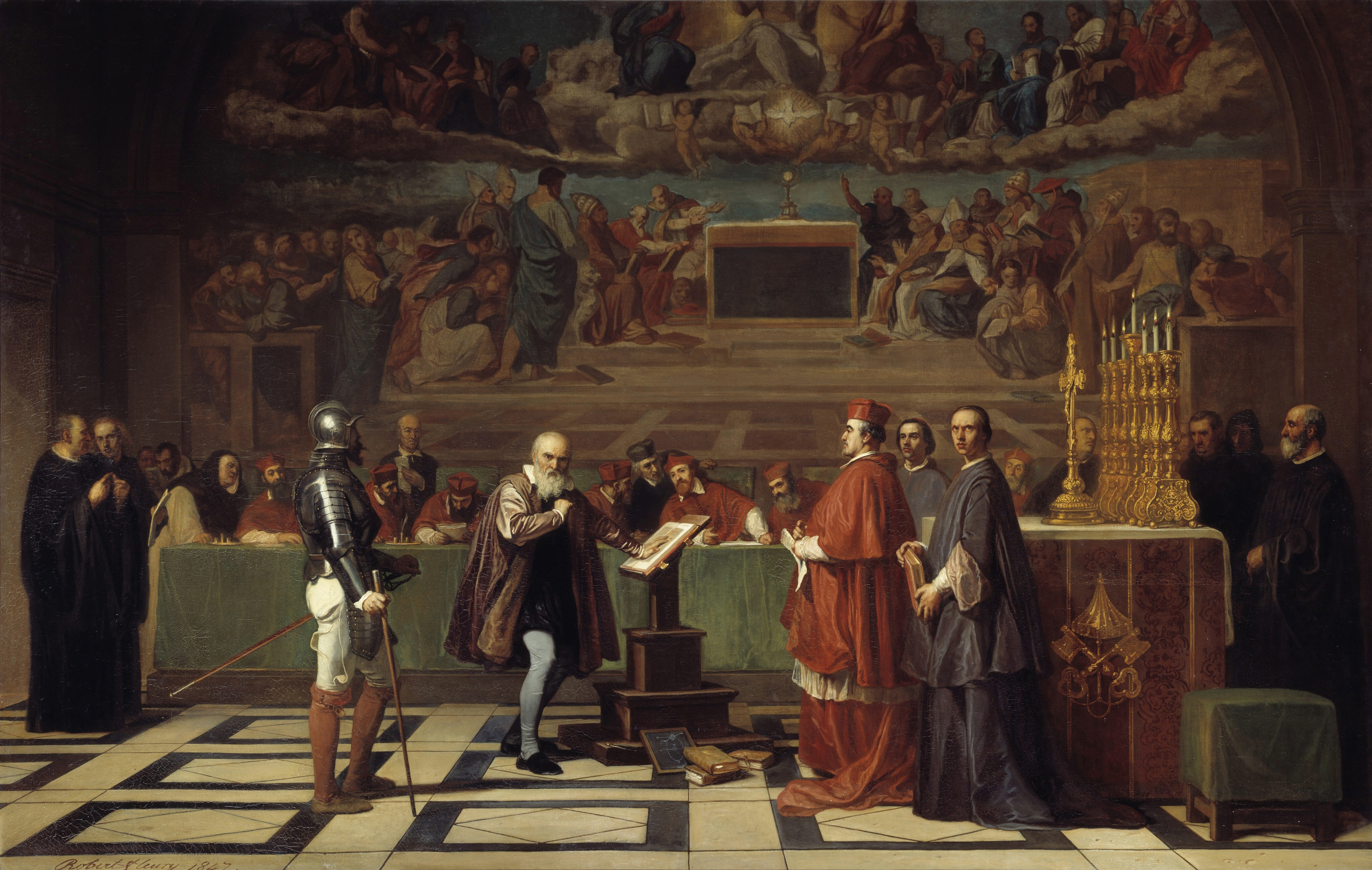
Galileo Galilei siendo juzgado por la Inquisición.

Tal vez el caso más paradigmático del conflicto entre la ciencia y la Iglesia católica sea Galileo Galilei, pero historiadores y científicos modernos ven el caso como algo más complejo que solo una confrontación entre ciencia y religión. En 1616, la Inquisición romana declaró el heliocentrismo como "falso y absurdo desde el punto de vista filosófico y formalmente herético", por estar en contradicción con la interpretación literal de ciertos pasajes bíblicos. A pesar de que sus pruebas experimentales y teóricas no estaban totalmente concluidas, Galileo nunca abandonó sus ideas y llegó incluso hasta a reinterpretar y usar varios pasajes bíblicos para defender la veracidad del heliocentrismo. En 1633, Galileo acabó siendo juzgado por la Inquisición y sentenciado a prisión domiciliaria. Estuvo prohibido también enseñar que el heliocentrismo era verdadero (solo podía enseñarse como una hipótesis científica).
Con el tiempo, sin embargo, la Iglesia católica revió su posición en cuanto al heliocentrismo, acabando por aceptarlo. En 1758, la Iglesia católica retiró las obras heliocéntricas del Index Librorum Prohibitorum. En 1979, el Papa Juan Pablo II lamentó los sufrimientos de Galileo causados por católicos y organismos eclesiásticos y defendió, una vez más, que las dos verdades, de fe y de ciencia, no pueden nunca contradecirse, concluyendo con la cita de una afirmación del propio Galileo: "procediendo igualmente del verbo divino, la escritura santa y la naturaleza, la primera como dictada por el Espíritu Santo, la segunda como ejecutora fidelísima de las órdenes de Dios."  En el año 2000, el Papa Juan Pablo II emitió finalmente un pedido formal de disculpas por todos los errores cometidos por algunos católicos en los últimos 2.000 años de historia de la Iglesia católica, incluyendo el juzgamiento de Galileo Galilei por la Inquisición.

## Dios y la Santísima Trinidad

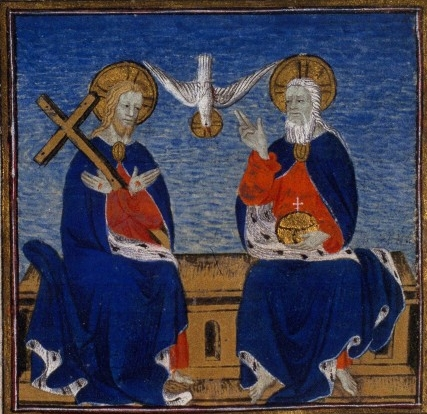
Miniatura medieval con la representación clásica de la Santísima Trinidad, siendo o hombre más viejo el Padre, el más nuevo (con una cruz) el hijo y la “paloma”, el Espíritu Santo.

La Iglesia católica, como parte del Cristianismo, cree en el monoteísmo, que es la creencia en la existencia de un único Dios. Para los católicos, Dios es el creador de todas las cosas y consigue intervenir en la Historia, siendo algunos de sus atributos divinos más importantes la omnipotencia, la omnipresencia y omnisciencia. Además de esos atributos, Dios también es fuertemente referido en el Nuevo Testamento como la propia Verdad y el propio Amor: Dios ama, perdona y quiere salvar a todas las personas y que estas pueden establecer una relación personal y filial con él a través de la oración.
Pero los católicos creen también en la Santísima Trinidad, esto es, que Dios es un ser uno pero simultáneamente trino, constituido por tres personas indivisibles: el Padre, el Hijo y el Espíritu Santo, que establecen entre sí una comunión perfecta de amor. Para la Iglesia, ese dogma central no viola el monoteísmo. Esas tres personas eternas, a pesar de poseen la misma naturaleza, "son realmente distintas, por las relaciones que las referencian unas de las otras: el Padre genera el Hijo, el Hijo es generado por el Padre, el Espíritu Santo procede del Padre y del Hijo; pero todos siempre existieron, no existiendo así ninguna jerarquía" entre los tres.

### Dios Padre: creador del mundo

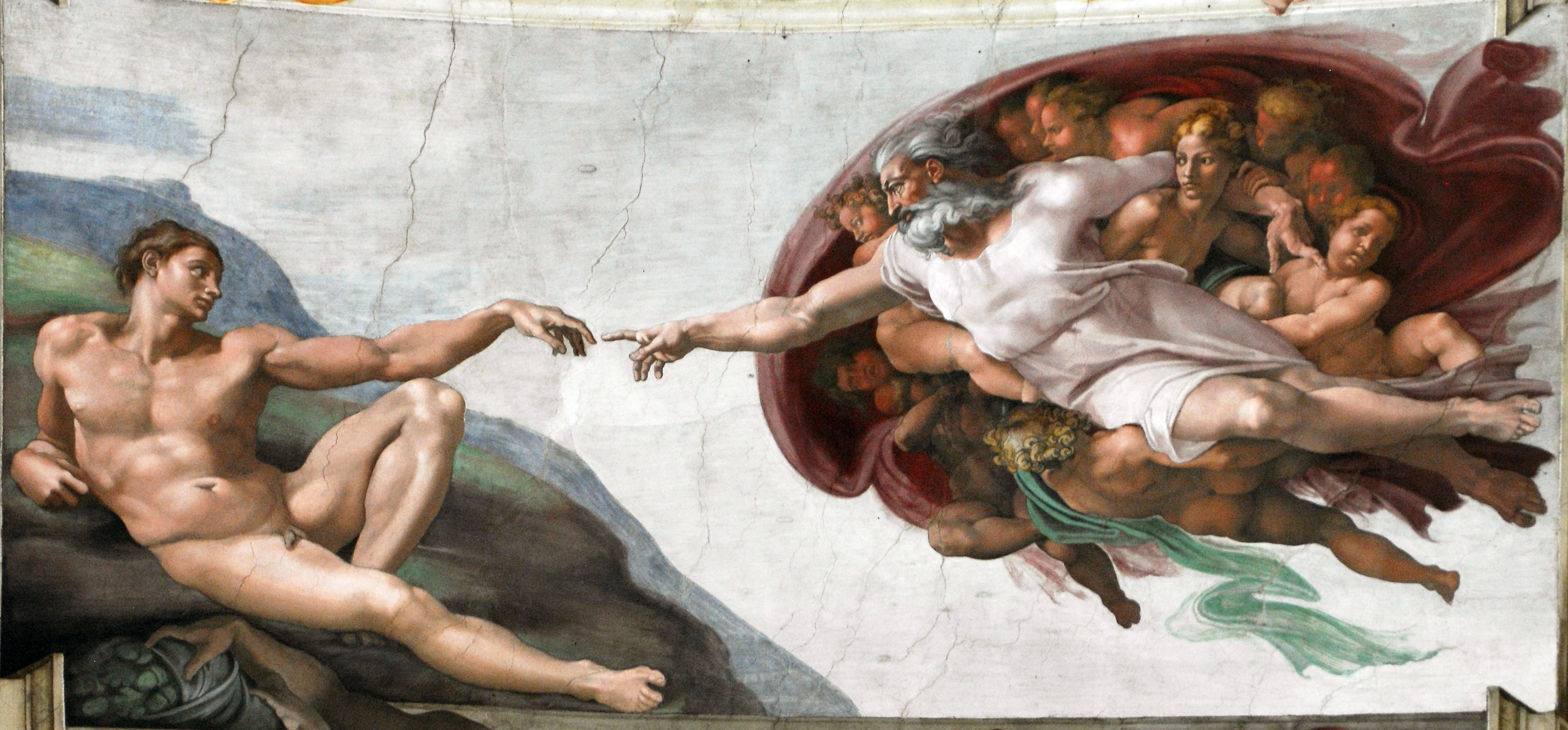
La creación de Adán (1508-1512), de Miguel Ángel, en la Capilla Sixtina (Vaticano).

La figura del Dios Padre, la primera persona de la Trinidad, es considerado por la Iglesia el padre perfecto según ella él porque amó y nunca abandonó a los hombres, sus hijos adoptivos, queriendo siempre salvarlos y perdonarlos infinitamente, desde que ellos se arrepientan de un modo sincero. Él no fue creado ni generado y es considerado "el principio y el fin, principio sin principio" de vida, estando por eso más asociado a la creación del mundo. Pero eso no quiere decir que las otras dos personas de la S.S. Trinidad no participasen también en ese importante acto divino. El Credo Niceno-Constantinopolitano hace referencia a Dios Padre:

Creo en un solo Dios, Padre todopoderoso,

Creador del Cielo y de la Tierra,

De todas las cosas visibles e invisibles.

#### Creación del mundo y ángeles

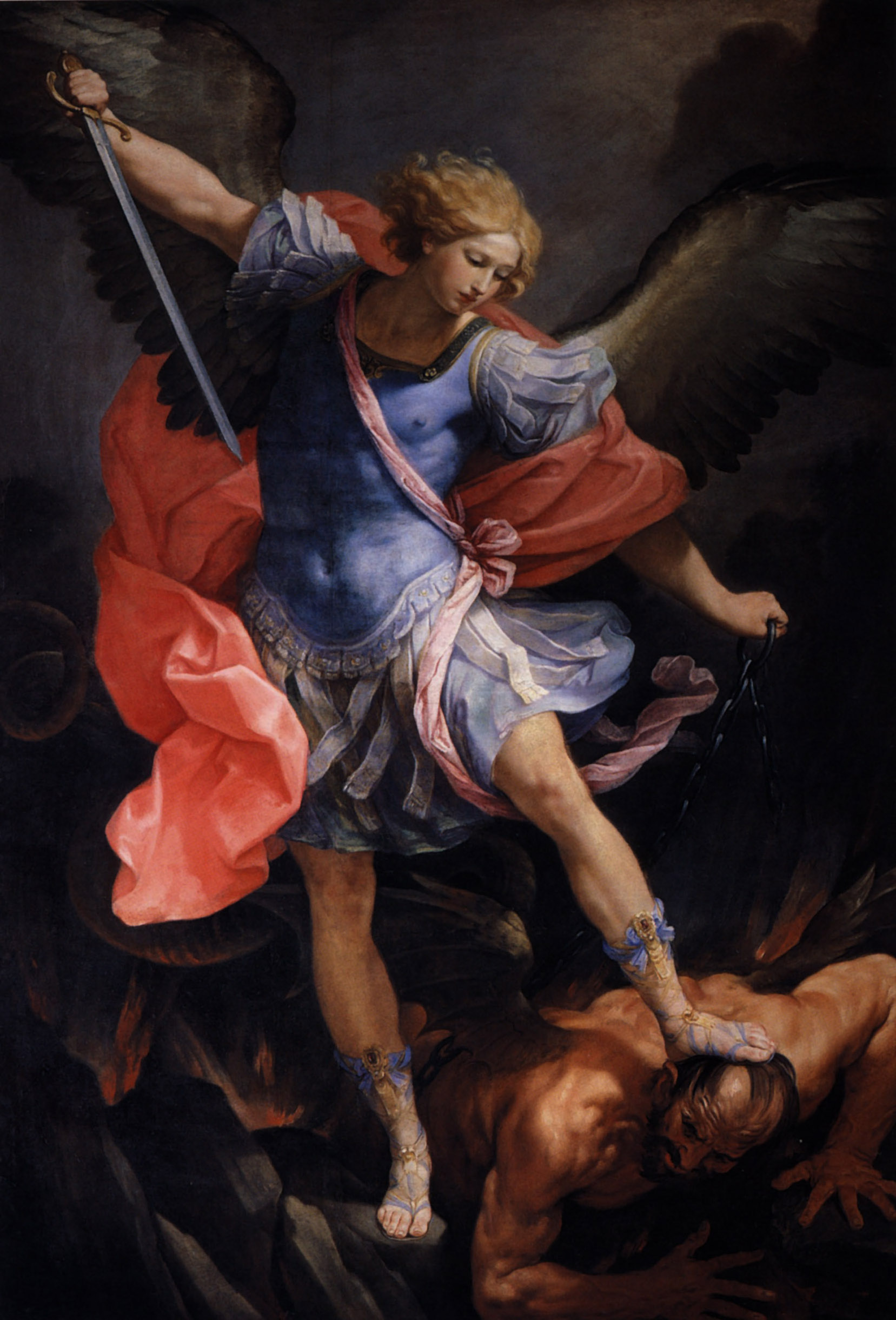
Arcángel San Miguel derrotando a Satanás.

La Iglesia afirma que el mundo, ordenado y amado por Dios, es bueno y fue creado a partir de la nada, para que Él pueda manifestar y comunicar su bondad, amor, belleza y verdad. La obra de la creación culmina en la obra todavía mayor de la salvación, por eso el fin último de la creación, incluyendo la humanidad, es que Dios, en Cristo, "sea todo en todos" (1 Cor 15,28), en su eterno reino.
Se cree que además de los seres materiales, la creación está constituida también por ángeles, que son seres personales puramente espirituales, invisibles, incorpóreos, inmortales e inteligentes. Ellos sirven y obedecen la voluntad de Dios. Según San Basilio Magno, "cada fiel tiene a su lado un ángel como protector y pastor, para conducirlo a la vida", siendo esos protectores llamados ángeles de la Guarda.
Según la doctrina católica, el Génesis, al narrar que el mundo fue creado en seis días por Dios, quiere, por sobre todas las cosas, revelar a la humanidad el valor de los seres humanos creados y su finalidad de alabanza y servicio a Dios, haciendo especial hincapié en el valor del ser humano, hombre, que es el vértice de la creación visible. Por lo tanto, la Iglesia católica, corroborando con la idea de San Agustín, admite la posibilidad de que el mundo no haya sido creado literalmente en solo seis días.

#### Demonios y mal

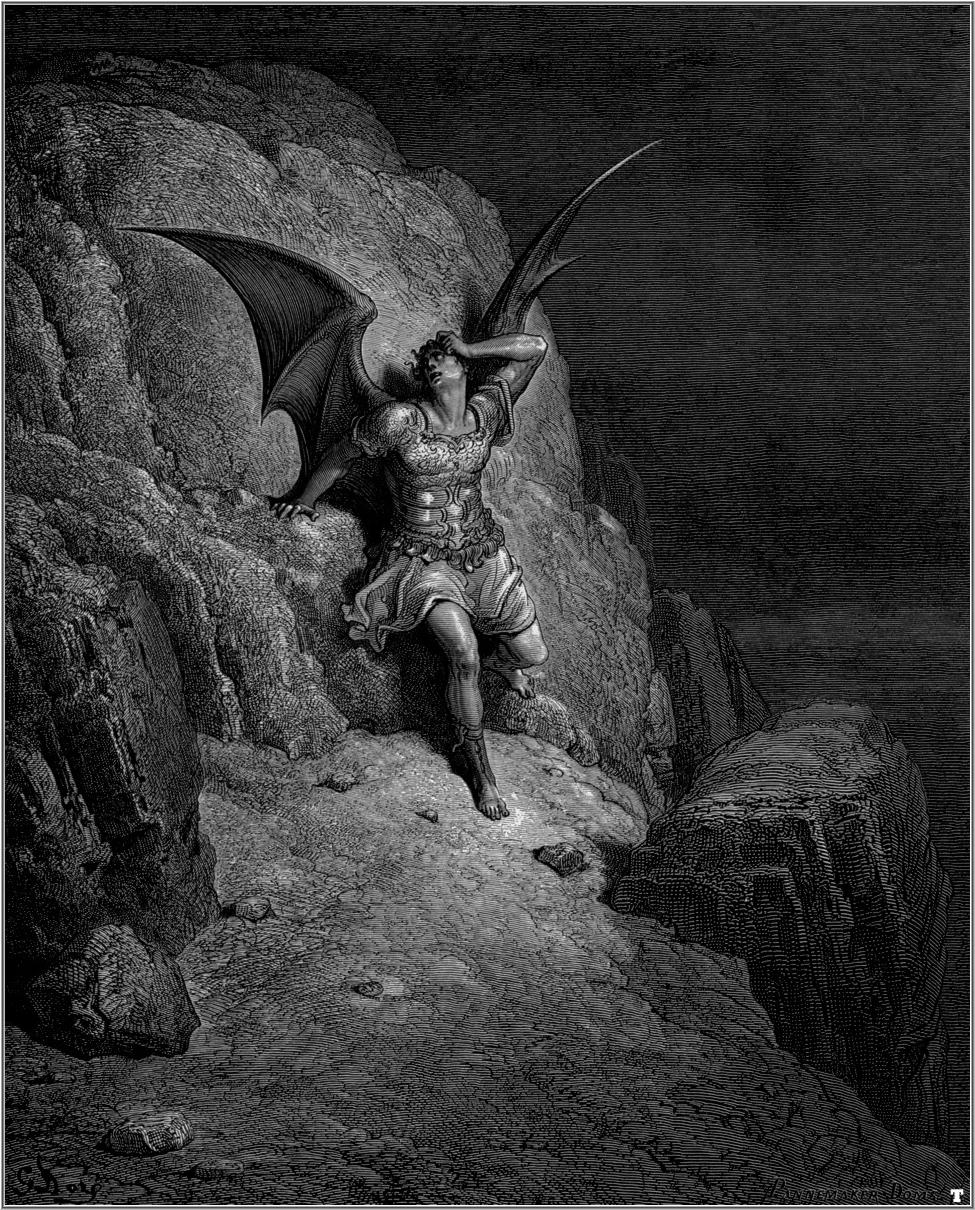
Satanás, el mayor símbolo del mal y de la eterna perdición.

La Iglesia católica afirma que en el principio del mundo, ocurrió la caída de los ángeles, que fue una rebelión de un grupo de ángeles, liderado por Satanás (o Lucifer). Ellos, siendo creados buenos por Dios, se transformaron en demonios, porque negaron libremente a Dios y el su reino, originando así el Infierno. Ellos, el símbolo del mal, buscan asociar el hombre a su rebelión, pero los católicos creen que Dios afirmó en Cristo su victoria absoluta sobre el Mal, que se va a realizar plenamente en el fin de los tiempos, cuando el mal acabe por desaparecer.
La Iglesia enseña que el mal "es una cierta falta, limitación o distorsión del bien" y es todavía la causa del sufrimiento humano, que está íntimamente relacionado con la libertad humana. Los católicos profesan que la existencia del mal es un gran misterio, pero ellos tienen la certeza de que Dios, siendo bueno y omnipotente, no puede nunca ser la causa y origen del mal. Ellos tienen fe de que Dios "no permitiría el mal con el mismo mal no establecería el bien." El ejemplo más destacado de eso será la muerte y resurrección de Jesús, que, siendo el mayor mal moral, trajo la salvación para la humanidad.

#### Hombre, su caída y el Pecado original

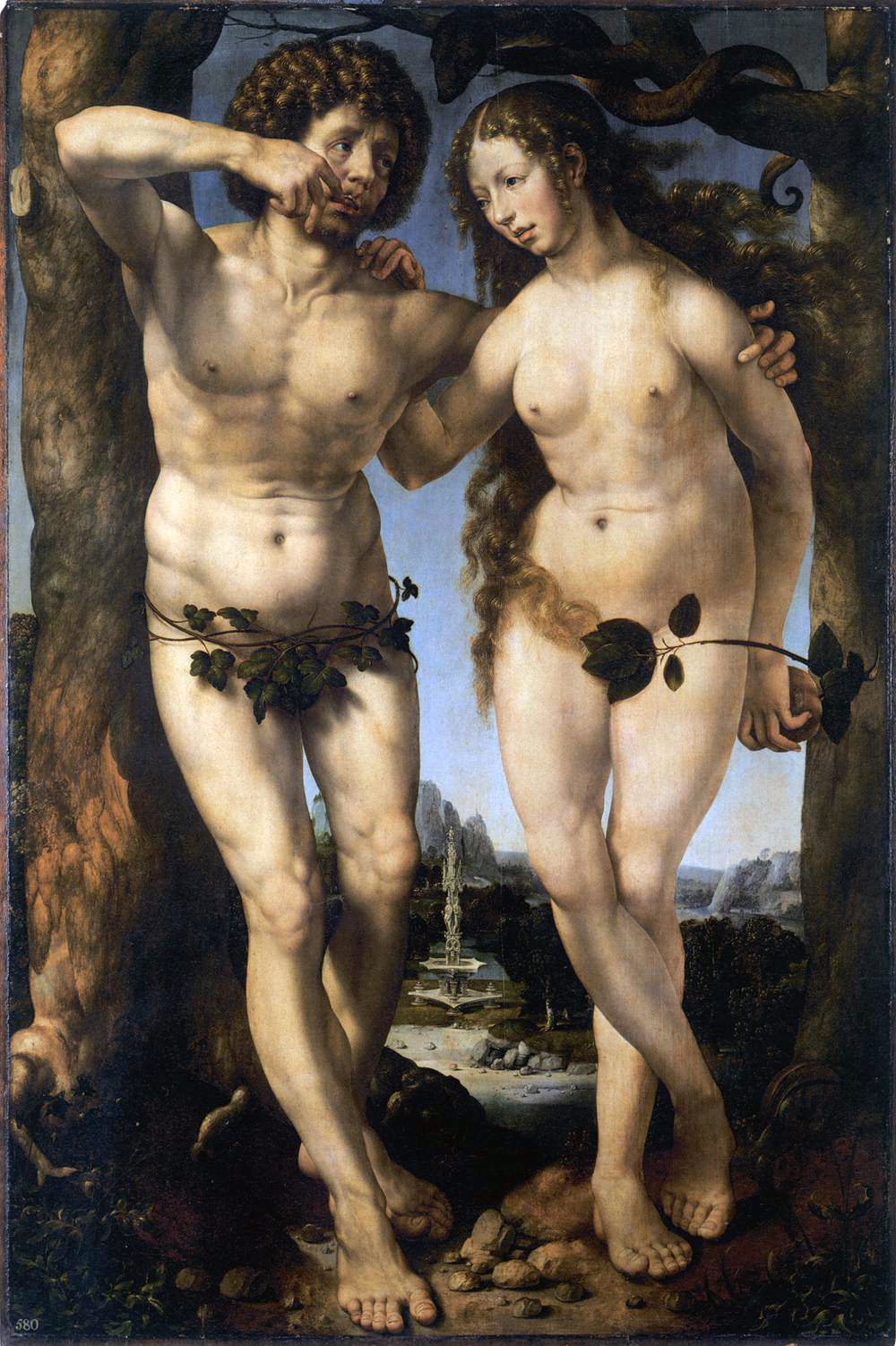
Adán y Eva, la primera pareja humana de la Tierra.

La Biblia expresa que el hombre fue el único creado a la imagen y semejanza de Dios y, por eso, no es un objeto, pero si una persona con dignidad humana y "capaz de conocerse a sí mismo, de darse libremente y de entrar en comunión con Dios y con las otras personas", siendo por eso llamado a la santidad y a la felicidad. Según el Génesis, todo el género humano es descendente de Adán y Eva. Ambos poseen una igual dignidad y, al mismo tiempo, viven en una "complementariedad recíproca en cuanto a lo masculino y femenino". Luego, son llamados a formar un matrimonio indisoluble de "una sola carne" (Gn 2, 24), para transmitir la vida humana y para administrar la Tierra, de ahí la gran responsabilidad del hombre en el plano de Dios.
En la perspectiva católica, el hombre posee un cuerpo mortal pero un alma inmortal, que es creada directamente por Dios. Por eso, después de la muerte, el alma volverá a unirse al cuerpo, pero solamente en el momento de la resurrección final. Según el proyecto inicial de Dios, los hombres no sufren ni mueren. Pero, Adán y Eva, como eran libres y por eso sucumbieron a la tentación del Diablo, comieron del fruto prohibido, desobedeciendo así a Dios y queriendo tornarse "como Dios, sin Dios y no según Dios" (Gn 3, 5). Así, ellos perdieran su santidad original y cometieron su primer pecado, dando origen al pecado original (véase la subsección Pecado).
Además de eso, ellos propagaron ese pecado a todos los hombres, que son sus descendentes, haciendo que todos pasaran a morir, a cometer muchos pecados, a sufrir y a ser ignorantes. Pero, los católicos creen que Dios no abandonó al hombre al poder de la muerte y, por eso, preanunció misteriosamente que el mal sería vencido. Esto constituyó el primer anuncio de la venida de Jesús, que, entre otras cosas, instituyó el bautismo para la remisión (pero no la eliminación) del pecado original y de otros pecados.

### Dios Hijo: Jesucristo, el Salvador

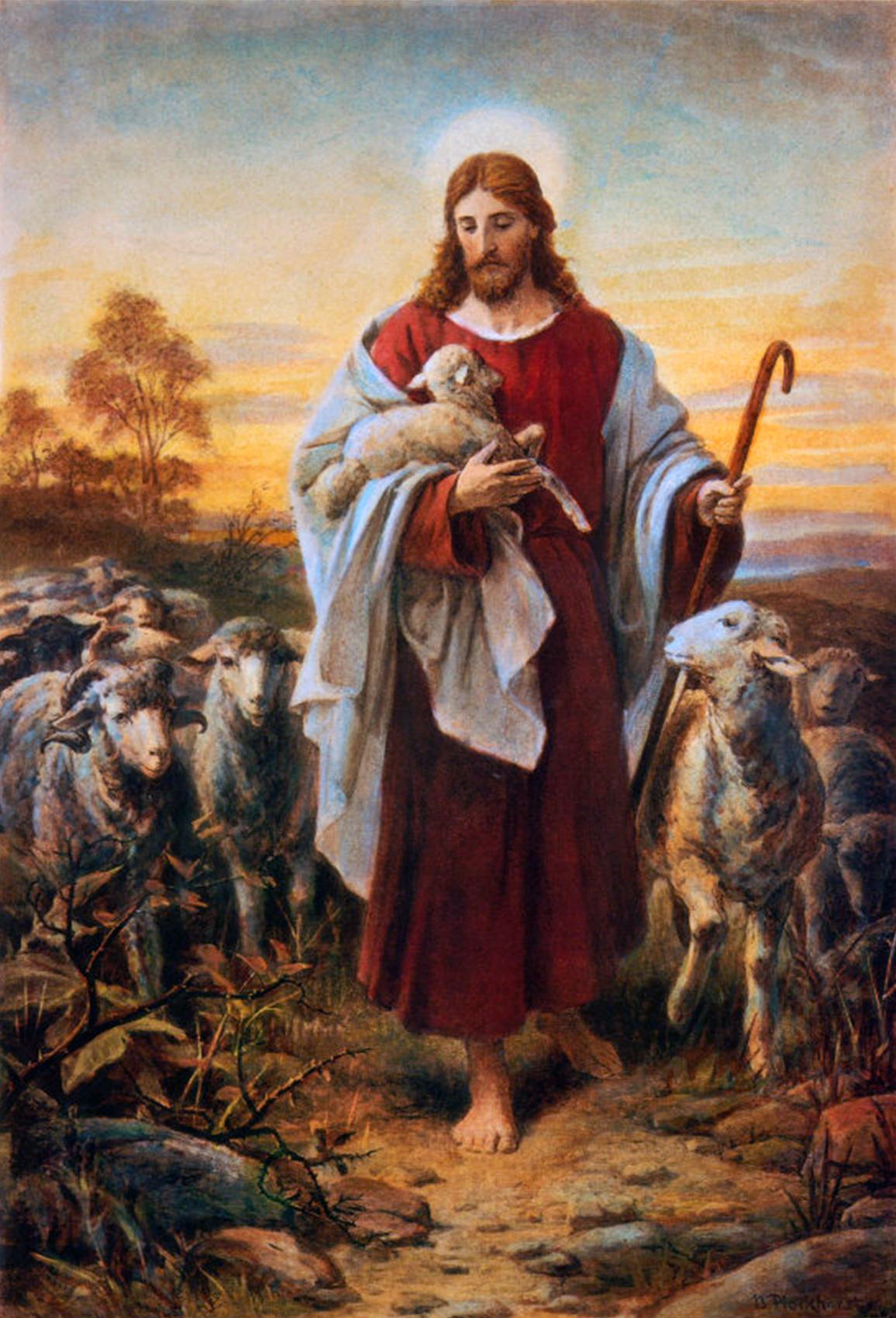
Jesús es muchas veces caracterizado como el Buen Pastor, que cuida de sus ovejas hasta al punto de dar su vida por ellas.

Jesucristo es la figura central del cristianismo, porque, conforme a lo que expresa la Iglesia, por voluntad de Dios Padre, él se encarnó (vino a la Tierra) para anunciar la salvación y las bienaventuranza a la humanidad entera, "o sea: para reconciliar a nosotros pecadores con Dios; para hacernos saber su amor infinito; para ser nuestro modelo de santidad; para tornarnos participantes de la naturaleza divina (2 Ped 1, 4);" y para anunciar el Reino de Dios. San Atanasio, un famoso Padre y Doctor de la Iglesia, afirmó que Jesús, "el Hijo de Dios, se hizo hombre para hacernos Dios", o sea, para tornarnos santos como Dios.
Jesús (del hebreo, Yeshúa), que significa "Dios salva", es el Mesías o el Cristo. Más específicamente, el es consagrado por Dios Padre y ungido por el Espíritu Santo para su misión salvadora: el, "descendió del cielo" (Jn 3,13), fue crucificado y después resucitado, y es el siervo sufridor que "da su vida en rescate por la multitud" (Mt 20,28). El Credo Niceno-Constantinopolitano hizo referencia a Jesucristo:

Creo en un solo Señor, Jesucristo,

hijo único de Dios,

nacido del Padre antes de todos los siglos

Dios de Dios, luz de la luz,

Dios verdadero de Dios verdadero;

engendrado, no creado, de la misma naturaleza del Padre.

Por quién todo fue hecho.

Que por nosotros, los hombres, y por nuestra salvación

bajó del Cielo.

Y por obra del Espíritu Santo,

encarnó en María, la Virgen

y se hizo hombre.

y por nuestra causa fue crucificado

en tiempos de Poncio Pilatos;

padeció

y fue sepultado.

Resucitó al tercer día;

según las Escrituras;

y subió al cielo;

donde está sentado a la derecha del Padre.

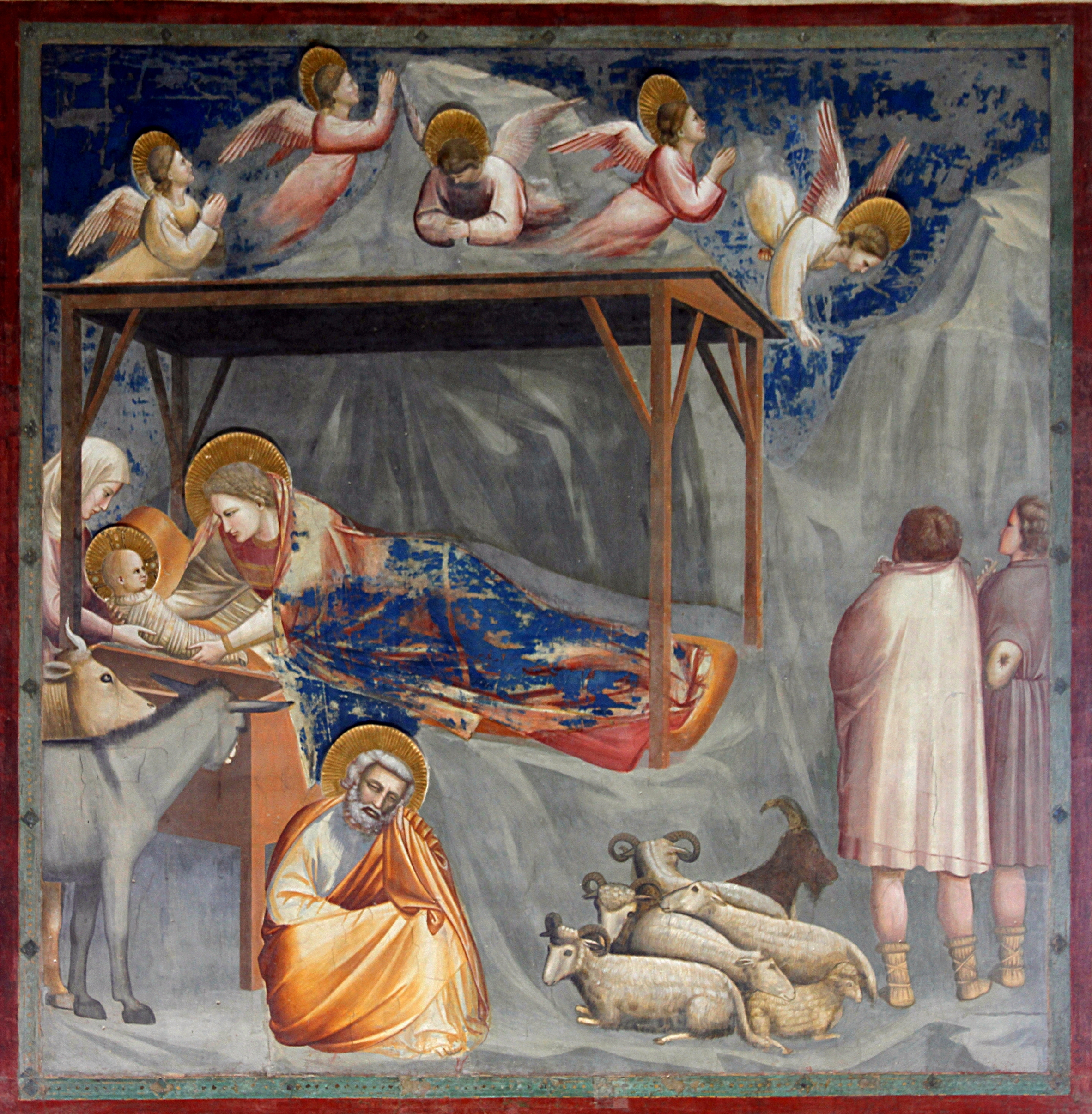
Jesús, recién nacido en un establo, es adorado por los pastores, que eran personas pobres y humildes.

y de nuevo vendrá en su gloria para

juzgar a vivos y muertos;

y su reino no tendrá fin.

#### Naturaleza de Jesús y su nacimiento
La cristología católica enseña que Jesucristo, Nuestro Señor, es la encarnación del Verbo divino, verdadero Dios y verdadero hombre, Salvador y Buen Pastor de la Humanidad. El es también el "Hijo Unigénito de Dios" (1 Jn 2, 23), la segunda persona de la Santísima Trinidad, porque, en el momento del Bautismo y de la Transfiguración, la voz del Padre designó a Jesús como su Hijo predilecto. De hecho, Jesús se presenta a sí mismo como el Hijo que "conoce al Padre" (Mt 11,27). Por eso, él es el único y verdadero Sumo Sacerdote y mediador entre los hombres y Dios Padre, llegando a afirmar que "Yo soy el Camino, la Verdad y la Vida. Nadie viene al Padre sino es por mi" (Jn 14, 6).
Jesús, siendo Dios, se rebajó de su condición divina para ser un hombre, habiendo aprendido, al igual que las otras personas, muchas cosas a través de la experiencia y de su inteligencia humana, a pesar de conocer íntima y plenamente los propósitos eternos de Dios y luego participa de su infinita sabiduría divina. Según la mariología católica, Jesús fue concebido virginalmente en el seno de María por el poder del Espíritu Santo. Él nació en Belén, en Palestina, en el tiempo de Herodes, el Grande y del emperador romano Octavio César Augusto.
Jesús procede de Dios Padre y es eternamente consubstancial a él. No fue creado por el Padre, sino generado porque se encarnó, asumiendo así su naturaleza humana. Jesús es considerado el hijo perfecto porque subordinó su voluntad humana a la voluntad divina del Padre, que consiste en la salvación de toda la humanidad. Por eso, le es atribuida la salvación del mundo.

#### Ministerio y enseñanzas

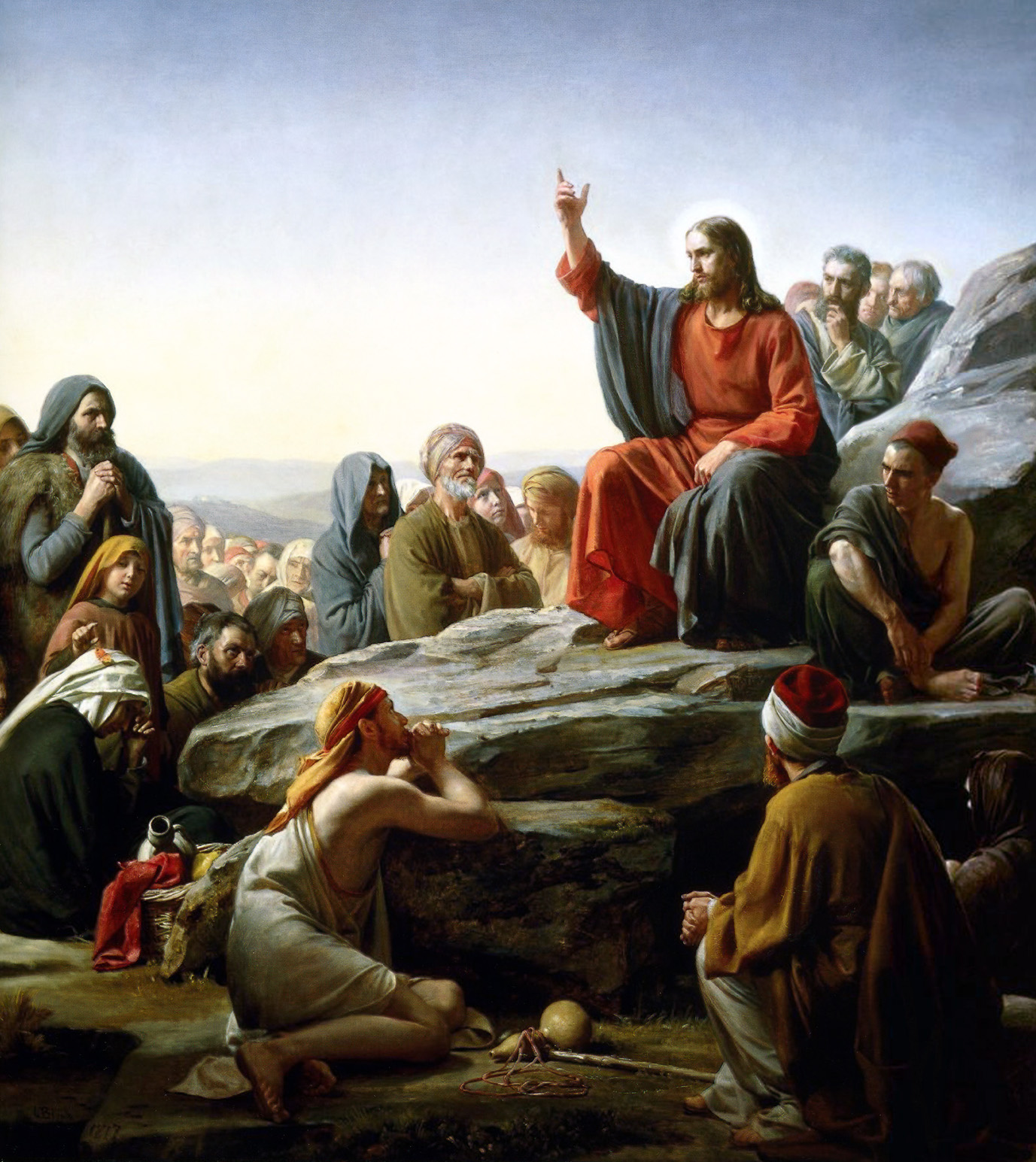
En el Sermón del monte, Jesús (re)anuncia las Bienaventuranzas, el Padre nuestro, el Reino de Dios y la regla de oro.

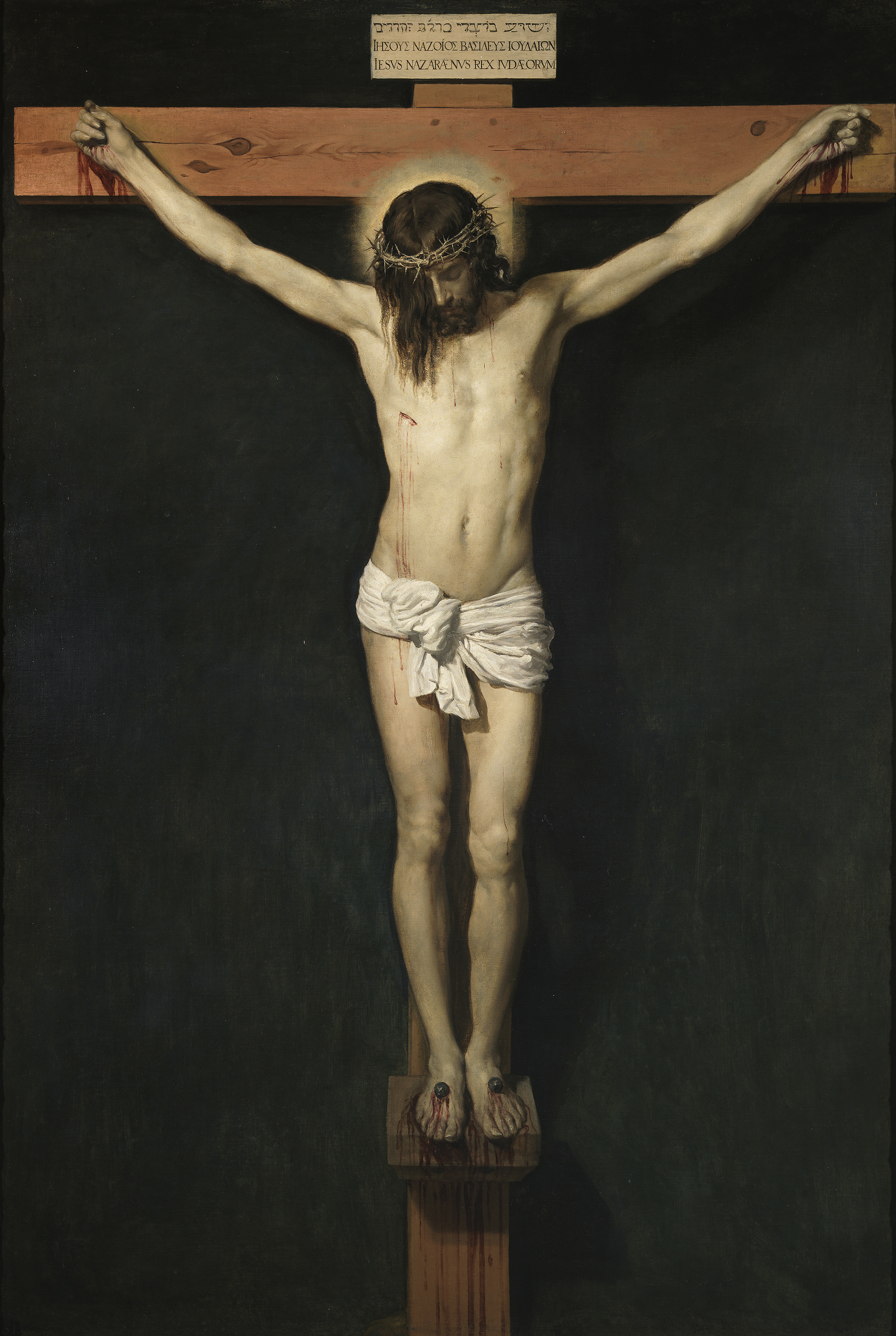
La crucifixión y muerte de Jesús fue parte de la voluntad de Dios Padre de salvar los hombres, a través del supremo sacrificio redentor de Jesús.

Durante su ministerio, se dice que Jesús hizo varios milagros, como caminar sobre las aguas, transformar el agua en vino, varias curaciones, exorcismos y resurrecciones de muertos (como Lázaro). El estuvo en varios lugares de Israel, particularmente en Galilea, Samaria, Judea y sobre todo en Jerusalén, poco antes de su crucifixión.
En sus muchos sermones, Jesús enseñó, entre otras cosas, el Padre nuestro, las bienaventuranzas e insistió siempre que el Reino de Dios estaba próximo y en que Dios estaba preparando la Tierra para un nuevo estado de cosas. Anunció también que quien quisiese ser parte del Reino de Dios tendría que nacer de nuevo, de arrepentirse de sus pecados, de convertirse y purificar. Jesús enseñaba también que el amor, el poder y la gracia de Dios eran muy superiores al pecado y a todas las fuerzas del mal, insistiendo por eso en que el arrepentimiento sincero de los pecados y la fe en Dios pueden salvar a los hombres.
El también mando a sus discípulos a "amar a Dios con todo su corazón, toda su alma y todo su espíritu" (Mateo 22:37) y "amar a su prójimo como a sí mismo" (Mateo 22:39). Para Jesús, esos dos mandamientos constituyen el resumen de "toda la Ley y los Profetas" del Antiguo Testamento (Mateo 22:40). incluso dio a los hombres un nuevo y radical mandamiento de Amor: "amaos unos a los otros, como Yo los amo" (Juan 15:10).
Jesús alertó a sus discípulos que "solo quien acepta mis mandamientos y les obedece, ese es quien me ama. Y quien me ama será amado por mi Padre. Yo le amaré y me manifestaré a él. […] Nosotros vendremos a él haremos nuestra morada" (Juan 14:21-23). Sobre ese aspecto, la Iglesia cree también que quien ama a Dios permanecerá en el amor. Y "quien permanece en el amor permanecerá en Dios y Dios en él", porque "Dios es amor" (1 Juan 4:16).

#### Jesús y el Antiguo Testamento
Durante el Antiguo Testamento, Dios, a través de profetas, ya anunciaba la venida del Mesías, para que la humanidad, y especialmente el pueblo escogido de Israel (o pueblo judaico), pudiese reconocerlo cuando el viniese. La Iglesia enseña que Jesús, siendo el Mesías, cumplió todas las profecías del Antiguo Testamento acerca de esa venida salvadora, incluyendo las del profeta Isaías.
Luego, Jesús no vino para superar, sustituir o abolir las enseñanzas del Antiguo Testamento, "pero si para llevarlos a la perfección" (Mt 5,17). Eso quiere decir que el dio el sentido último y pleno a las verdades reveladas por Dios a lo largo del Antiguo Testamento. Eso significa también que Jesús, que llevó simultáneamente continuidad e innovación, renovó también la alianza entre Dios y los hombres, instaurando así el Nuevo Testamento (o la Nueva Alianza).

#### Misterio pascual y salvación

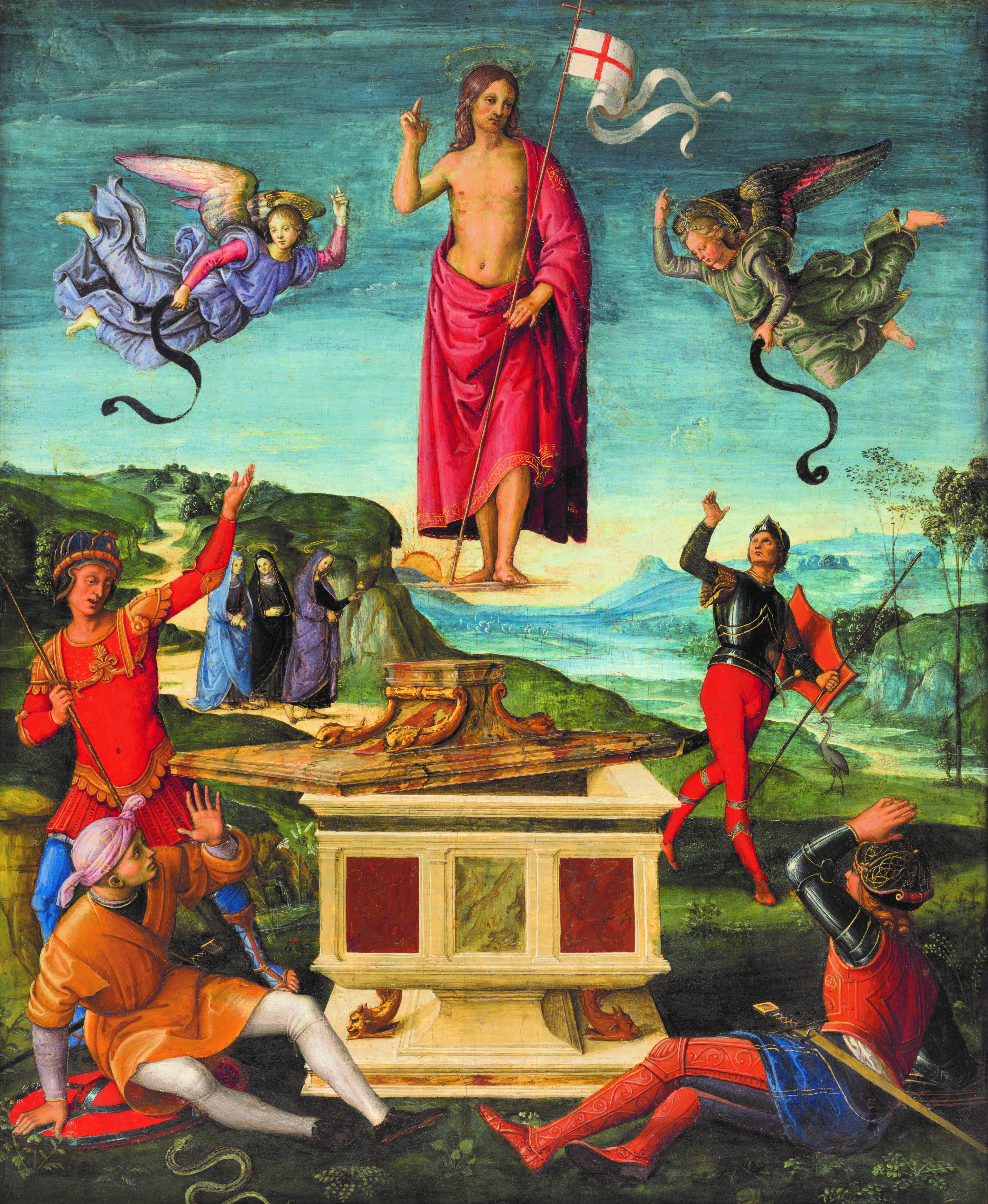
La resurrección de Cristo simboliza la victoria de Dios sobre el pecado, el mal y la muerte.

Para los católicos, Jesús amó tanto al hombre que se entregó incondicional y totalmente para ellos, llegando al punto de sacrificar voluntariamente su propia vida en la cruz para librarlo del pecado y abrirles en la plenitud el camino de la salvación y de la santidad (temas tratados en la sección Salvación y Santidad). Fue también Jesús que, al cumplir la voluntad de Dios Padre, derrotó el pecado y el mal, a través de su muerte redentora en la cruz. Y, para derrotar la propia muerte, el resucitó al tercer día, después de su crucifixión en Jerusalén. Ese hecho da a los católicos esperanza de que Jesús ya garantizó a los hombres "la gracia de la adoración filial que es la participación real en su vida divina" y también esperanza de que, en el día del Juicio Final, todos los hombres serán resucitados por Dios.

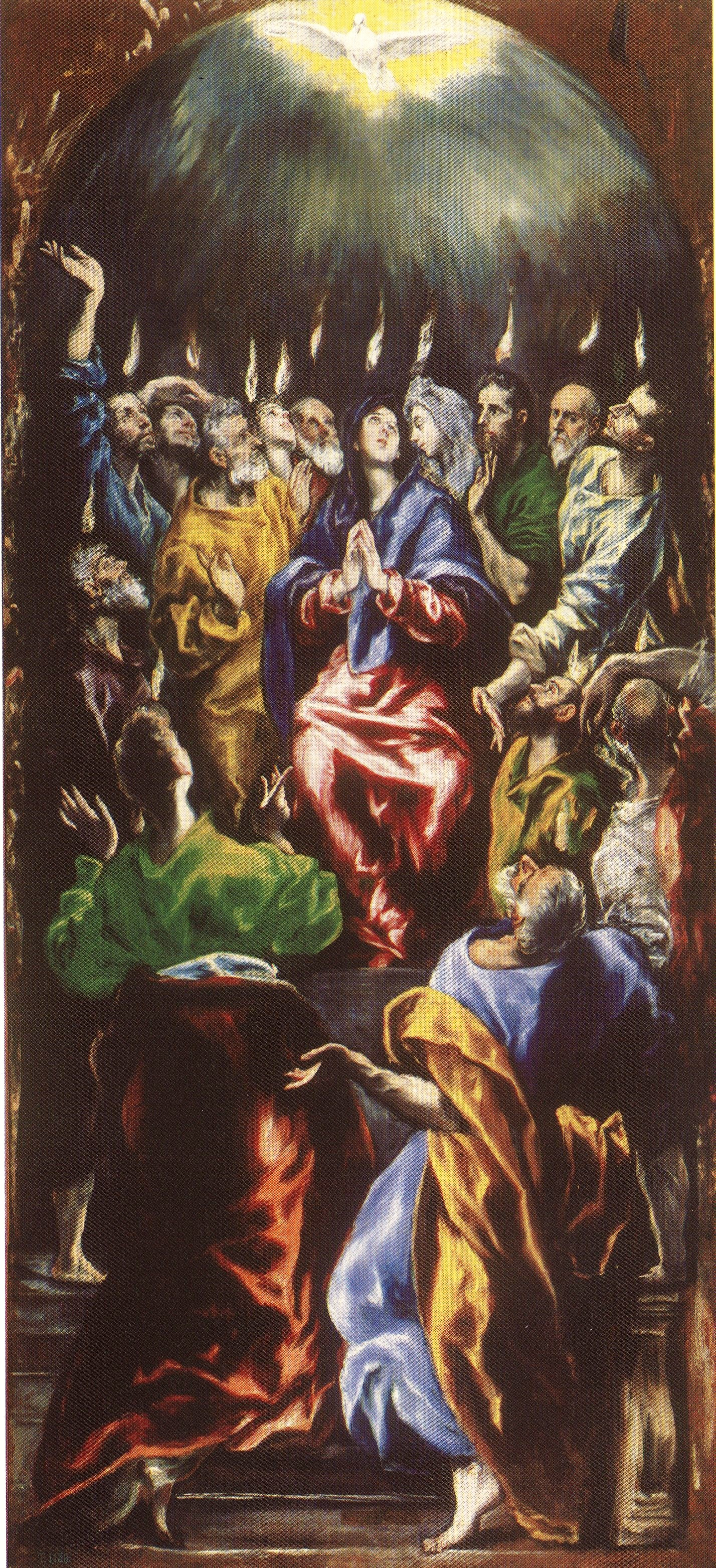
Pentecostés, donde el Espíritu Santo descendió sobre los doce apóstoles y la Virgen María.

Después de su resurrección, Jesús continuó en la Tierra durante cuarenta días, junto de los apóstoles, aún transmitiéndoles enseñanzas y confirmando que en general ellos y la Iglesia recibieron al Espíritu Santo, algo que aconteció en el Pentecostés. Después de ese período de cuarenta días, Jesús fue elevado al cielo, pero continúa actualmente "permaneciendo misteriosamente sobre la Tierra, donde su Reino ya está presente como germen e inicio en la Iglesia" fundada y encabezada por él. El está también presente en el sacramento de la Eucaristía. En el día del Juicio Final, que coincide con la realización final de su nuevo Reino, Jesús volverá en gloria, pero la fecha precisa de este acontecimiento nadie la sabe.

### Dios Espíritu Santo: el guardián de la Iglesia
El Espíritu Santo procede del Padre y del Hijo y, a pesar de ser invisible, personaliza el amor íntimo e infinito de Dios sobre los hombres. Se manifestó primeramente en bautismo de Jesús y plenamente revelado en el día de Pentecostés, cincuenta días después de la resurrección de Cristo. Él fue comunicado y enviado a los corazones de los fieles, por medio de los sacramentos, para que ellos recibieran la vida nueva de hijos de Dios y estarían íntimamente unidos con Jesús en un solo Cuerpo Místico. El Espíritu Santo, que es el maestro de la oración, fue enviado por Jesús para guiar, edificar, animar y santificar la Iglesia y para que ella siempre testifique e intérprete bien la Revelación divina.
En relación con la Virgen María, el Espíritu Santo la llenó de gracia y concibió Jesucristo en el seno de esa mujer virgen, por eso el Espíritu hizo de ella la Madre de Cristo y, como Cristo es el propio Dios encarnado, también la Madre de Dios. El inspiró también a los profetas del Antiguo Testamento para hablar en nombre de Dios, siendo esas profecías plenamente realizadas en Cristo, que reveló la existencia del Espíritu Santo, la persona divina que lo ungió y lo consagró Mesías. Resumiendo, se le atribuyó al Espíritu Santo, la tercera persona de la Trinidad, la santificación de la Iglesia y del mundo con la gracia divina y sus dones. El Credo Niceno-Constantinopolitano hizo referencia al Espíritu Santo:

Creo en el Espíritu Santo;

Señor y dador de vida,

y procede del Padre y del Hijo;

y con el Padre y el Hijo recibe

una misma adoración y gloria

y que habló por los Profetas.

## Oración
La Iglesia sostiene que la oración, o simplemente el acto de hablar con Dios, es una gracia de Dios que permite el establecimiento de una relación personal, amorosa y filial de los hombres con Dios, que van al encuentro de los hombres y habita en sus corazones. En la oración, el creyente eleva el alma a Dios para alabarlo y/o pedirle a Dios bienes conformes a su voluntad. La Iglesia católica cree que "la fe y la oración son fuerzas que pueden influir en la historia" y que pueden cambiar así el destino de la humanidad.
Unos de los prerrequisitos de la oración es creer en un Dios personal y en la posibilidad de contactar directamente con él, siendo por eso la expresión más espontánea de nuestra búsqueda incesante de Dios, que simultáneamente nos atrae y nos llama. Luego, la oración es "el encuentro de la sede de Dios con nosotros. Dios tiene sed de que nosotros tengamos sed de Él."

### Oración en el Antiguo y Nuevo Testamento

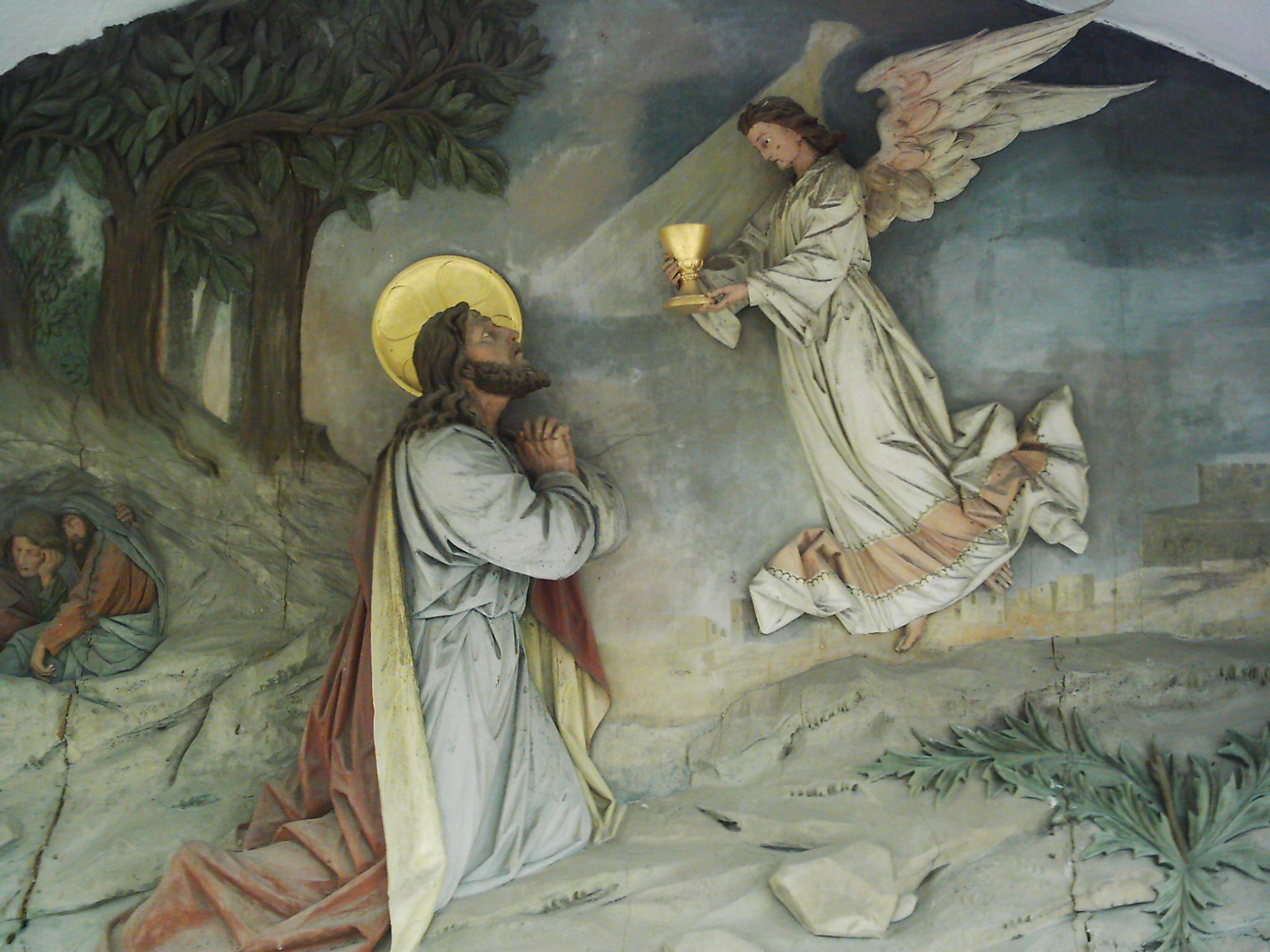
Jesús rezando en el Monte de los Olivos, pidiendo ayuda y fuerza a Dios Padre, incluso antes de ser traicionado por Judas Iscariote.

En el Antiguo Testamento, la oración ya estaba presente, como por ejemplo, en los diversos episodios importantes de personajes bíblicos (especialmente Abrahán, Moisés, David, Isaías, etc.) y del propio pueblo de Dios, siendo los Salmos un ejemplo de su expresión. Ya en el Nuevo Testamento, Jesús, a pesar de estar en íntima comunión con Dios Padre, es considerado el perfecto modelo y maestro de oración, rezando mucho al Padre, principalmente en los momentos más importantes de su vida, desde su bautismo en Jordán a la muerte en el Calvario.
Jesús de Nazaret, además de enseñar el Padre nuestro, enseñó también a sus discípulos a rezar con devoción y persistencia, transmitiéndoles las disposiciones necesarias para una verdadera oración. Jesús les garantizó también que serían oídos siempre que recen bien, porque la oración humana "está unida a la de Jesús mediante la fe. En ella, al oración cristiana se vuelve comunión de amor con el Padre". De hecho, es el propio Jesús que manda rezar: "[...] Pedid, y recibiréis, para que vuestro gozo sea cumplido." (Jn 16,24).

### Oración en la vida de la Iglesia
El Espíritu Santo es el "maestro interior de la oración cristiana", porque hace a la Iglesia rezar mucho y entre en contemplación y unión con el insondable misterio de Cristo. Por eso, la oración es indispensable al progreso espiritual de la Iglesia y de cada católico. Luego, poco a poco, la liturgia se fue desarrollando y se convirtió en la oración oficial de la Iglesia, con especial énfasis en la Liturgia de las Horas y la misa. A su vez, la liturgia se centra en la Eucaristía, que es un sacramento que expresa todas las formas de oración Además de la liturgia, se desarrolló también la piedad popular, practicada en comunidad o individualmente.
A pesar de toda la oración tiene como destino final la Santísima Trinidad, eso no impide a los creyentes prestar devoción y de rezar la Nuestra Señora, a los ángeles y a los santos como Intercesores junto de Dios. Por otra parte, la Iglesia le gusta orar a la Virgen María , porque ella es considerada la orante perfecta y la mejor indicadora del camino para su hijo Jesús, el único mediador entre los hombres y Dios. Oraciones como el Ave María y el Rosario son ejemplos de eso.
La oración, que presupone siempre una respuesta decidida por parte de quien reza, es también considerada un combate contra sí mismo, contra el ambiente y contra Satanás. Él intenta a toda costa retirar el creyente de la oración, a través de la distracción, de la pereza, de las dificultades y de los aparentes fracasos.

### Padre nuestro: la síntesis del Evangelio
Conforme a la Biblia, en el Sermón de la montaña, Jesús enseñó el Padre nuestro, que es considerad "la síntesis de todo el Evangelio" (Tertuliano) y "la oración perfectísima" (Santo Tomás de Aquino). En el Padre nuestro, los católicos piden las siete peticiones a Dios Padre, que son la santificación del nombre de Dios, la venida del Reino de Dios, la realización de la voluntad divina, el alimento cotidiano, el perdón divino de los pecados y la posibilidad de liberarse de las tentaciones y del Maligno. Los católicos creen que esas siete peticiones serán completamente realizadas en la Parusía.
Para además de estas peticiones, el Padre nuestro, que forma parte de la liturgia, revela también a la humanidad su relación especial y filial con Dios Padre. A partir de entonces, los hombres pueden invocar a Dios como Padre, "porque él nos fue revelado por su hijo hecho hombre y porque su Espíritu no los hace conocer. […] Al rezar la oración del Señor, estamos conscientes y con absoluta confianza de que somos hijos de Dios" y de ser amados y cuidados por Dios Padre.

## Iglesia: Cuerpo de Cristo y semilla del Reino de Dios

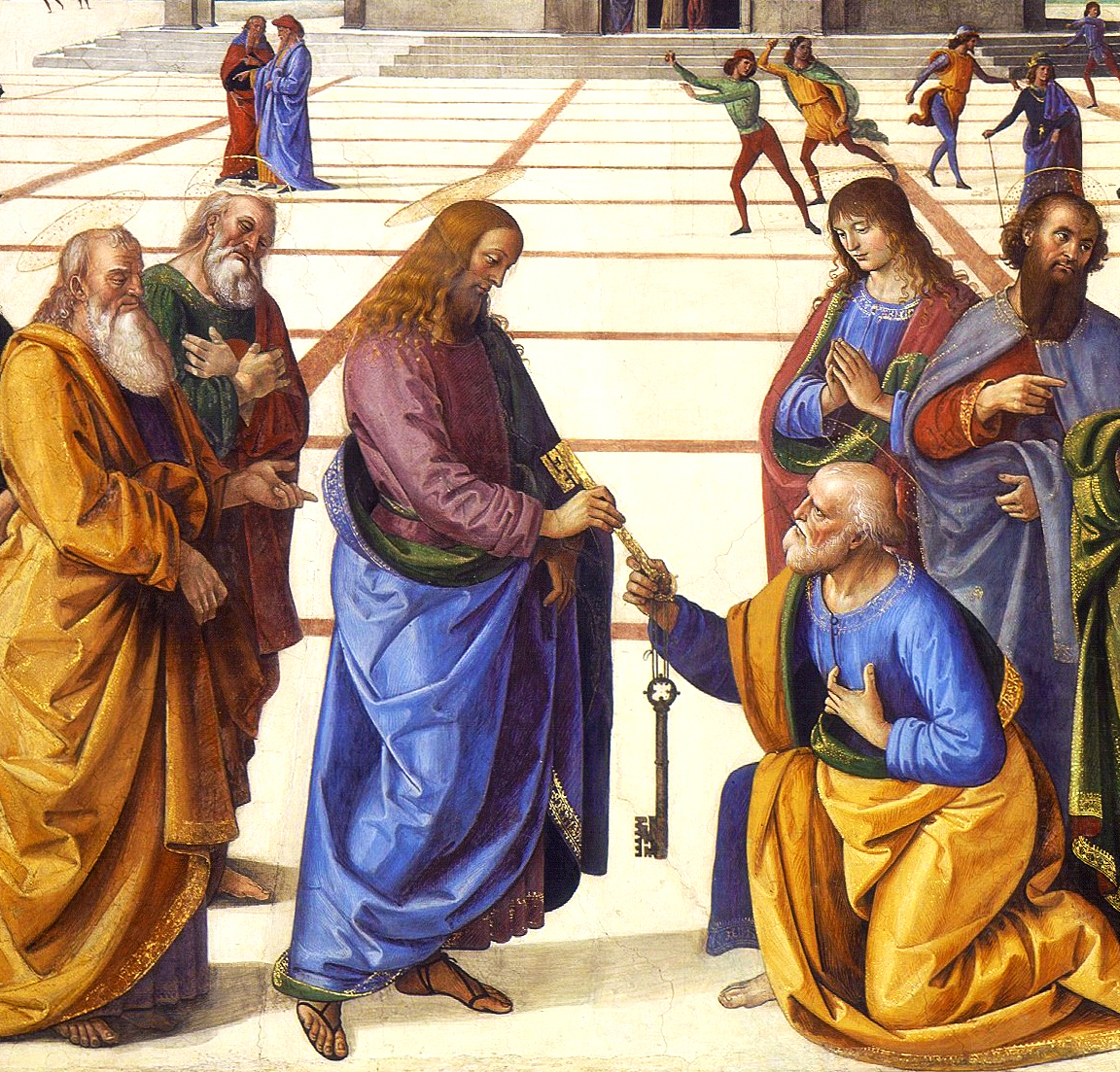
Jesús entrega las llaves del Reino de Dios a la Iglesia, que es liderada por el Apóstol San Pedro y, consecuentemente, a todos los Papas o obispos, que son los sucesores de los doce Apóstoles.

La Iglesia es una asamblea constituida por el pueblo de Dios, que son todos aquellos que, por la fe y por el Bautismo, se vuelven hijos de Dios, miembros de Cristo y templos del Espíritu Santo. Los católicos creen que la única Iglesia fundada y encabezada por Jesucristo, "como sociedad constituida y organizada en el mundo, subsiste (subsistit in) en la Iglesia católica, gobernada por el sucesor de Pedro y por los obispos en comunión con el." Según la Tradición católica, la Iglesia está basada en el Apóstol Pedro, a quien Cristo prometió el primado, al afirmar que "sobre esta piedra edificaré mi Iglesia" y que "daré las llaves del Reino de los Cielos" (Mateo 16:17-20).
La Iglesia de Cristo es la titular en la plenitud de los siete sacramentos y de los otros medios necesarios para la salvación, dados por Jesús a la Iglesia. Todo eso para reunir, santificar, purificar y salvar toda la humanidad y para anticipar la realización del Reino de Dios, cuya semilla es necesariamente la Iglesia. Por esa razón, la Iglesia, guiada y protegida por el Espíritu Santo, insiste en su misión de anunciar el Evangelio a todo el mundo, siendo también ordenada por el propio Cristo: " id, y haced discípulos a todas las naciones, bautizándolos en el nombre del Padre, y del Hijo, y del Espíritu Santo" (Mt 28,19). La Iglesia, mediante los sacramentos del bautismo y de la reconciliación, tiene también la misión y el poder de perdonar los pecados.
En el Credo Niceno-Constantinopolitano, es atribuida a la Iglesia las propiedades de una, santa, católica y apostólica. Además de eso, ella es también llamada de Esposa de Cristo, Templo del Espíritu Santo y Cuerpo de Cristo. Ese último nombre se basa en la creencia de que la Iglesia no es solo una simple institución, sino también un cuerpo místico constituido por Jesús, que es la cabeza, y por los fieles, que son los miembros de ese cuerpo irrompible, a través de la fe y del sacramento del bautismo. Ese nombre también se basa en la creencia de que los fieles están unidos íntimamente a Cristo, por medio del Espíritu Santo, sobre todo a través del sacramento de la Eucaristía.

### Organización jerárquica y regional

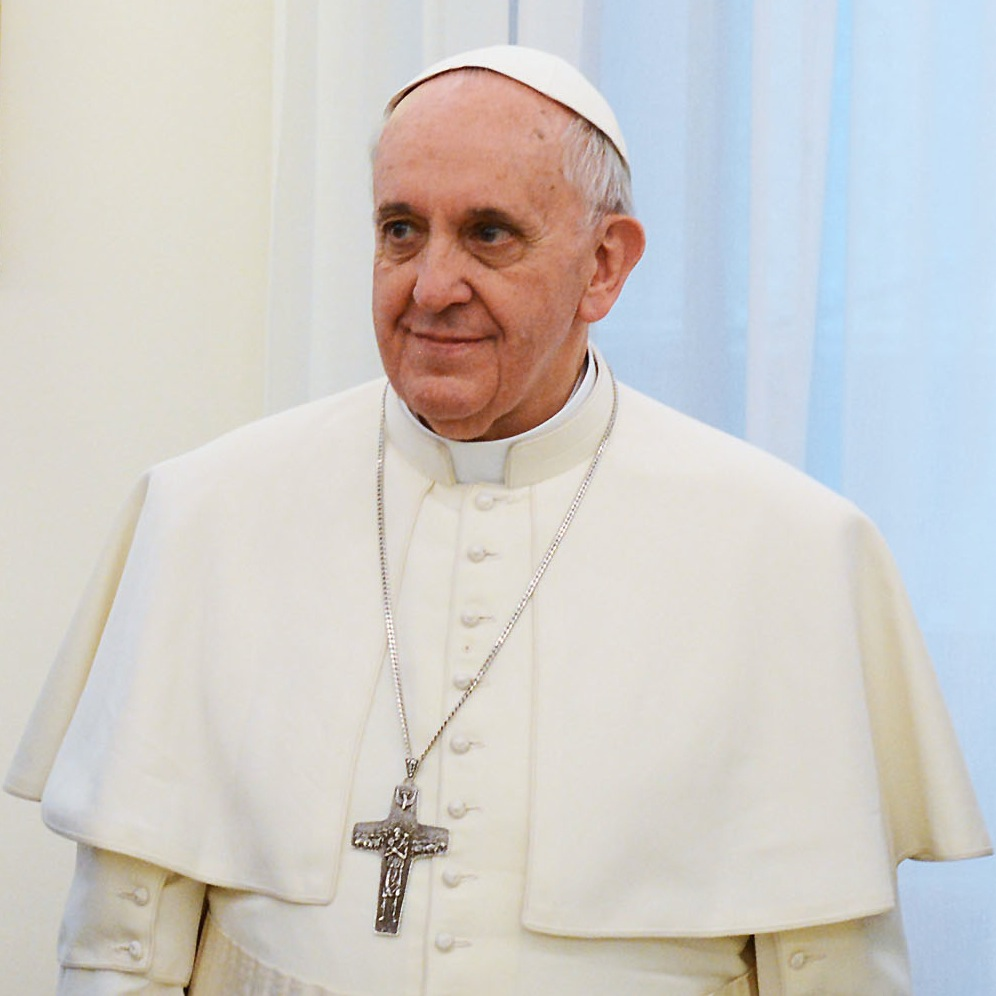
Francisco, el actual Papa de la Iglesia católica (2013-).

La Iglesia católica está regida por el Código de Derecho Canónico 3 constituida por 24 Iglesias particulares sui iuris (la Iglesia latina y las 22 Iglesias católicas orientales), que, a su vez, son constituidas por una o más circunscripciones eclesiásticas.
La Iglesia católica está formada por el clero y por laicos, pudiendo esos dos grupos tener también como miembros las personas consagradas, que normalmente se agrupan en órdenes religiosas o en institutos seculares. La Iglesia dispone de una jerarquía ascendente, basado en los tres grados del Sacramento de la Orden (el Episcopado, el Presbiterado y el Diaconado), que va desde el simple diácono hasta llegar al cargo supremo de Papa, que es el jefe y pastor de la Iglesia. Considerado el vicario de Cristo en la Tierra y el "perpetuo y visible principio y fundamento de la unidad de la Iglesia", el Papa es electo por el Colegio cardenalicio. La Iglesia defiende que todos sus obispos (que son coadyuvados por los presbíteros y diáconos), debido al sacramento de la Orden, son los sucesores de los Doce Apóstoles, siendo el Papa el sucesor directo del Apóstol Pedro. De ahí la autoridad y primacía de que el Papa goza.
La Iglesia católica cree que sus ministros sagrados son iconos de Cristo, luego todos ellos son hombres, porque los doce Apóstolos son todos hombres y Jesús, en su forma humana, también es hombre. Pero eso no quiere decir que el papel de la mujer en la Iglesia sea menos importante, sino solamente diferente. Exceptuando en casos referentes a los diáconos y a padres ordenados por las Iglesias orientales católicas y por los ordinariatos personales para anglicanos, todo el clero católico está obligado a observar y cumplir el celibato. En las Iglesias orientales, el celibato es solo obligatorio para los obispos, que son escogidos de entre los sacerdotes célibes.

### Culto católico

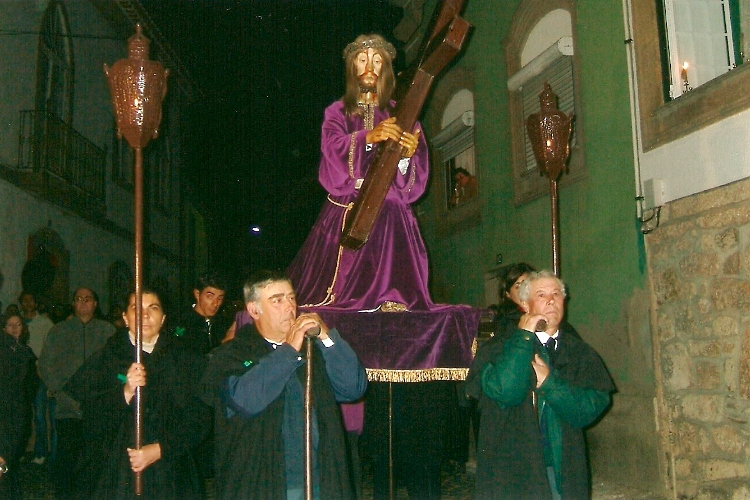
Procesión de Nuestro Señor de los Pasos: una de las innumerables expresiones de piedad popular.

En la Iglesia católica, más allá del culto de adoración a Dios (latría), existe también el culto de veneración a los santos (dulía) y a la Virgen María (hiperdulía). Esos dos cultos, siendo la latría más importante, son ambos expresos a través de la liturgia, que es el culto oficial de la Iglesia, y también a través de la piedad popular, que es el culto privado de los fieles
Dentro de la piedad popular, se destacan indudablemente las devociones y las oraciones cotidianas; en cuanto que en la liturgia se destacan la misa (de asistencia obligatoria los domingos y los fiestas de guardia) y la Liturgia de las Horas. La Iglesia permite también la veneración de imágenes y de reliquias sagradas. A pesar de que la piedad popular sea de cierto modo facultativa, ella es muy importante para el crecimiento espiritual de los católicos.

#### Liturgia
La liturgia es la celebración pública y oficial del Misterio de Cristo y en particular de su Misterio pascual, siendo por eso la principal actividad de la Iglesia y la fuente de su fuerza vital. A través de ese servicio de culto cristiano, los católicos creen que Cristo continúa la obra de la salvación en su Iglesia, con ella y por medio de ella. Esa presencia y actuación de Jesús son aseguradas eficazmente por los siete sacramentos, con especial atención en la Eucaristía, que es la fuente y culmen de la vida cristiana. Esto porque la Eucaristía, donde Jesús está presencialmente, renueva y perpetúa el sacrificio de Jesús en la cruz a lo largo de los tiempos hasta la Parusía. Por eso, toda la liturgia se centra en la celebración eucarística (o misa).
Jesús, como Cabeza, celebra la liturgia con los miembros de su Cuerpo, o sea, con su "Iglesia celeste y terrestre", constituida por santos y pecadores, por habitantes de la Tierra y del Cielo. Cada miembro de la Iglesia terrestre participa y actúa en la liturgia "según su propia función, en la unidad del Espíritu Santo: los bautizados se ofrecen en sacrificio espiritual […]; los Obispos y los presbíteros actúan en la persona de Cristo Cabeza", representándolo en el altar. De ahí que solo los clérigos (exceptuando los diáconos) pueden celebrar y conducir la Misa, incluyendo la consagración de la hostia.
Toda la liturgia se centra en el domingo y en la Pascua anual. A pesar de celebrar el único Misterio de Cristo, la Iglesia católica posee muchas tradiciones litúrgicas diferentes, debido a su encuentro con los varios pueblos y culturas. Eso constituye una de las razones de la existencia de las 23 Iglesias sui juris que componen la Iglesia católica, todas ellas con un tradición teológica, litúrgica, histórica y cultural diferentes entre sí.

### Sacramentos

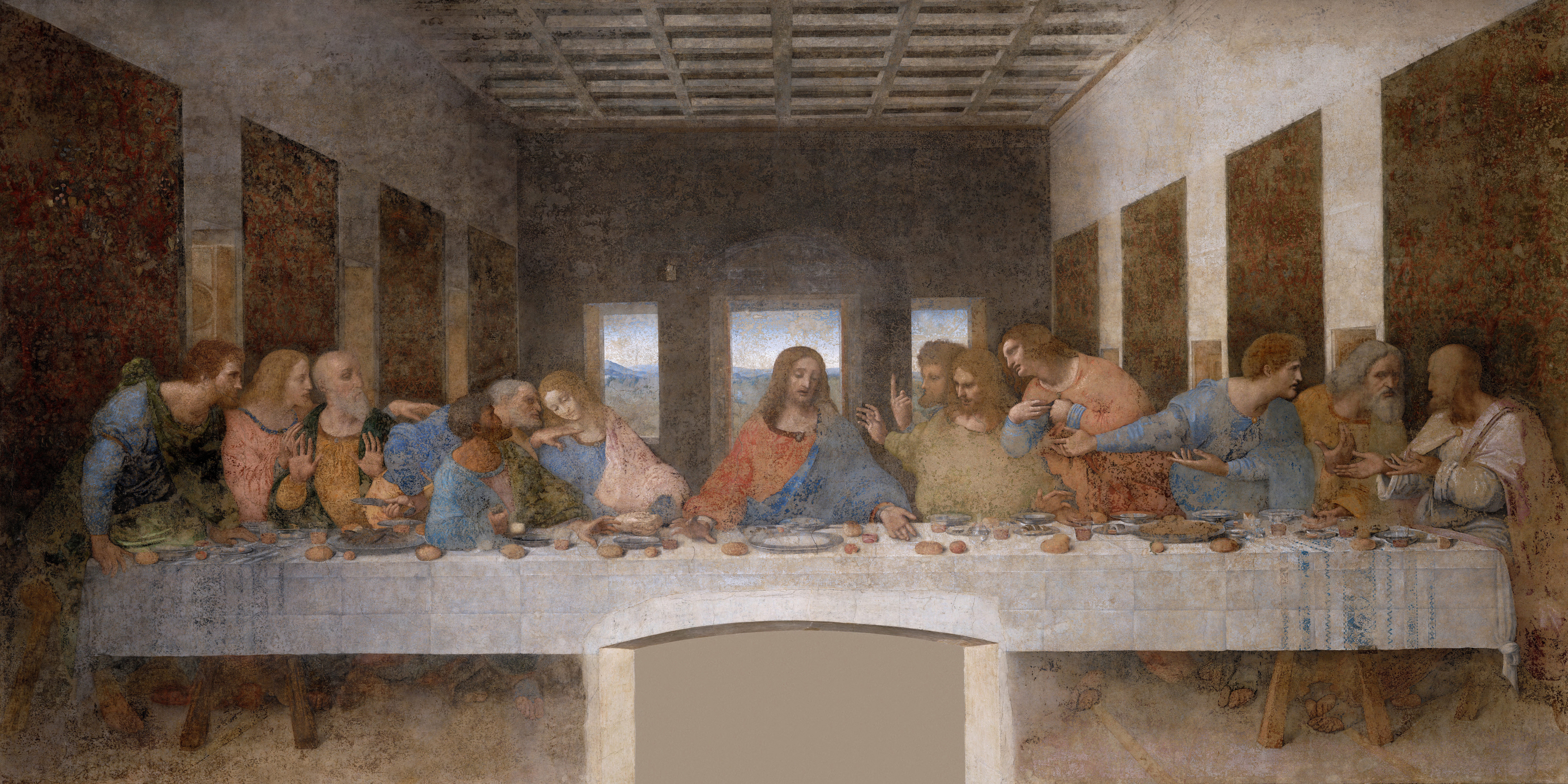
En la Última Cena, Jesús instauró el sacramento de la Eucaristía.

La Iglesia católica cree que los siete sacramentos fueron instituidos por Jesucristo y confiados a la Iglesia, durante su ministerio, como señales sensibles y eficaces mediante los cuales es concedida la vida y la gracia divina a todos aquellos que los reciben. La administración de los sacramentos es independiente de la santidad personal del ministro, aunque los frutos de los sacramentos dependan de las disposiciones de quien los recibe. Sobre los sacramentos, San León Magno dice: "lo que era visible en nuestro Salvador pasó para sus sacramentos".
Al celebrarlos, la Iglesia católica alimenta, expresa y fortifica su fe, siendo por eso los sacramentos una parte integrante e inalienable de la vida de cada católico y fundamentales para su salvación. Eso porque ellos confieren a los creyentes la gracia divina, los dones del Espíritu Santo, el perdón de los pecados, la conformación a Cristo y la pertenencia a la Iglesia, que los vuelve capaces de vivir como hijos de Dios en Cristo. De ahí la gran importancia de los sacramentos en la liturgia católica.

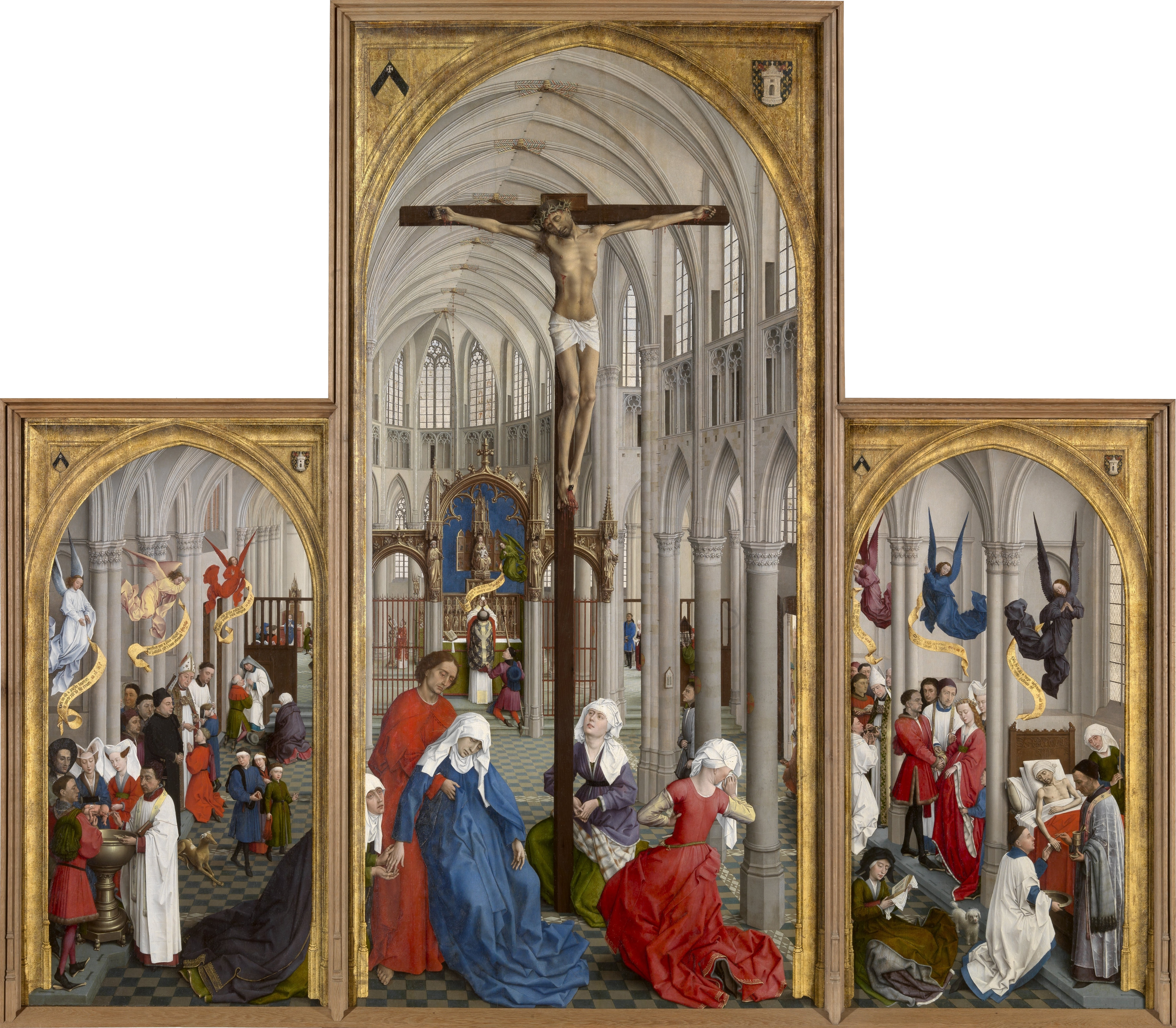
Los siete sacramentos representados en una pintura del.

Los siete sacramentos marcan las varias fases importantes de vida cristiana, siendo estos divididos en tres categorías: 
- los sacramentos de la iniciación cristiana (Bautismo, Confirmación y Eucaristía), que "sientan las bases de la vida cristiana: los fieles, renacidos por el Bautismo, son fortalecidos por la Confirmación y alimentados por la Eucaristía";[228]
- los sacramentos de la curación (Reconciliación y Unción de los Enfermos), que posibilitan a la Iglesia la curación y el fortalecimiento de la nueva vida dada por Jesús a través de los sacramentos de la iniciación cristiana, visto que ella puede ser debilitado y hasta perdida por causa del pecado;[229]
- sacramentos al servicio de la comunión y de la misión (Orden y Matrimonio), que contribuyen para la edificación del pueblo de Dios, para la comunión eclesiástica y para la salvación de los otros.[230]

Santo Tomás de Aquino afirmó que "todos los sacramentos están ordenados para la Eucaristía como para su fin". En la Eucaristía, se renueva el misterio pascual de Cristo, actualizando y renovando así la salvación de la humanidad. También en la Eucaristía, donde Cristo está presencialmente en ella, la acción santificadora de Dios en favor de los hombres y el culto humano para con Él alcanzan su auge.

## Salvación y santidad

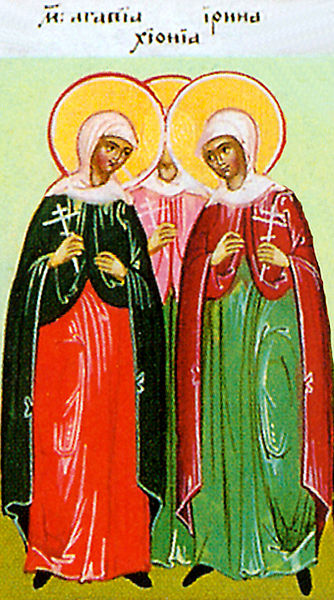
Los santos son modelos de santidad y de virtud para ser seguidos por la Iglesia.

Según la soteriología católica, la salvación, que es ofrecida por Dios, se realiza, después de la muerte, en el Cielo. Esa salvación, que conducirá el hombre a la santidad, a la suprema felicidad y a la vida eterna, debe ser obtenida a través de fe en Jesucristo y de la pertenencia a la Iglesia fundada y encabezada por el. Pero esta creencia no niega la salvación para los no católicos.
Según la fe católica, todos son ayudados y llamados por Dios para ser santos, o sea, para luchar espiritualmente con el fin de crecer en santidad, que es "la plenitud de la vida cristiana y la perfección de la caridad". Esta lucha espiritual, o camino de santificación, comienza al momento del bautismo, cuando se recibe la gracia santificante, y debe avanzar con la ayuda de los medios de salvación organizados por la Iglesia. Esa progresión, que busca también la perfección, y debe progresar con la ayuda de la oración, de los sacramentos y de otros medios de salvación dispuestos por la Iglesia.
Esta progresión debe estar siempre motivada por la esperanza de la salvación y animada por la caridad. La caridad se traduce en la realización de las enseñanzas cristianas (que se resumen en los mandamientos de amor y en la práctica de las buenas obras, que expresan la fe en Cristo y eliminan las penas temporales causadas por el pecado. Esta postura y acción del católico contribuiría también a la construcción de un mundo mejor ya la aceleración de la realización definitiva del Reino de Dios. El fin del camino de santificación es obtener la plenitud de la felicidad y la vida eterna, que se goza después de la muerte por los santos (o salvos) en el Cielo, en íntima unión con la Santísima Trinidad.

### Justificación, gracia, misericordia, mérito y libertad

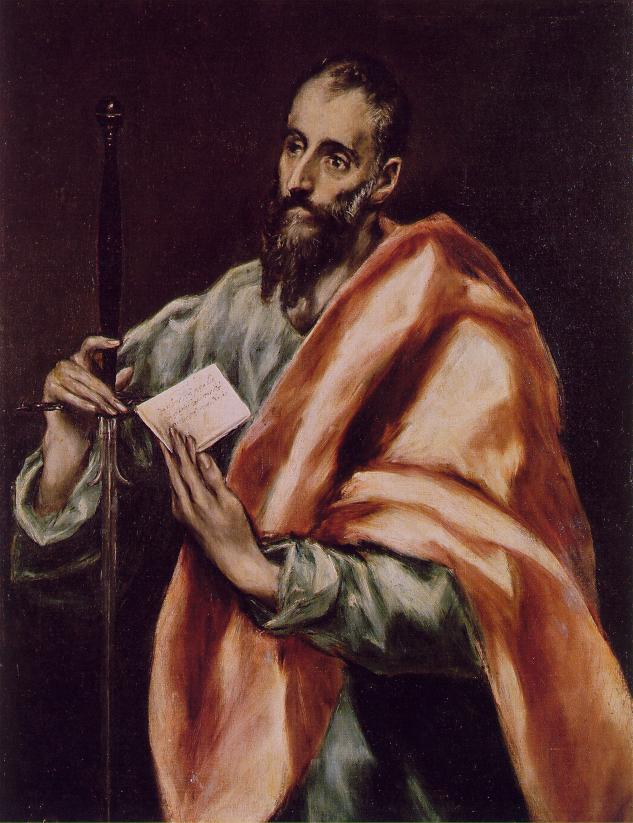
San Pablo contribuyó mucho en el desarrollo del concepto de justificación.

Debido al pecado y a la caída del hombre, todos los hombres tienen que morir. Pero Dios quiso reconciliarse con los hombres y salvarlos, enviando por eso a su Hijo para que Él muriese por los pecadores. Luego, a partir de eso, todos los pecados de los hombres, en el pasado y en el futuro, serán perdonados por Dios, desde que los hombres se arrepientan de un modo libre y sincero.
En otras palabras, la salvación se debe a la justificación, que es la iniciativa y la acción misericordiosa y gratuita de Dios de conceder la salvación a la humanidad. Esa acción sobrenatural cancela los pecados, por medio de la gracia santificante del Espíritu Santo, que fue merecida por la pasión de Cristo y dada en el bautismo a los hombres. Para además de la gracia santificante, que justifica y diviniza los hombres, existen también las gracias actuales, las gracias sacramentales y las gracias especiales (o carismas).
La gracia es un don sobrenatural o socorro gratuito que Dios concede a los hombres, para que sean capaces de actuar por amor a Él, para concederles todos los bienes (espirituales o materiales) necesarios para su existencia y también para que sean hijos de Dios y partícipes de la naturaleza divina y la vida eterna. De hecho, la preparación misma del hombre, con libertad para recibir la gracia es ya una obra de la gracia, que es necesaria para elevar y mantener la colaboración de los fieles en la justificación por la fe y en la santificación por la caridad.
En la dinámica de la justificación, la libertad es fundamental porque la respuesta del hombre la gracia divina debe ser libre, pues "el alma solo puede entrar libremente en la comunión del amor". Eso explica el hecho de la santidad no ser alcanzados por la totalidad, a pesar de la voluntad de Dios de salvar a toda la humanidad. Siempre hay personas que van al infierno, simplemente porque se niegan libremente el arrepentimiento y la gracia de la salvación, incluso en el momento de la muerte. Pero la libertad, que fue concedida por Dios, permite también que la humanidad participe libremente en la construcción del Reino de Dios, como hijos de Dios y coherederos con Cristo. Esta participación solo fue posible gracias al sacrificio redentor de Cristo.
Esta participación, además de la fe, se basa también en la práctica cotidiana de las buenas obras, cuyo mérito o derecho a la recompensa debe ser atribuido a la gracia de Dios y después al libre albedrío del hombre. El hombre, que legalmente no tiene ningún mérito, porque recibió todo gratuitamente de Dios, puede merecer, por concesión y caridad de Dios, las gracias útiles para alcanzar la vida eterna, así como también los bienes temporales que Dios piensa que son necesarios. Pero nadie puede tener el mérito de la gracia santificante.

### Salvación para los no católicos

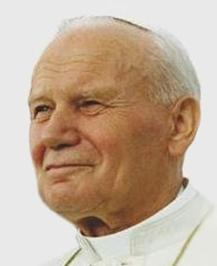
En la encíclica Redemptoris missio, el Papa Juan Pablo II afirmó que "la salvación en Cristo […] debe ser puesta concretamente a la disposición de todos."

La Iglesia católica cree que es el instrumento de la redención de todos los hombres y el sacramento universal de la salvación. Por eso, la Iglesia católica enseña que fuera de la Iglesia no hay salvación. Esa enseñanza se remonta a los primeros siglos del Cristianismo, siendo ya reflejada por varios Padres de la Iglesia, como San Agustín y San Cipriano. El Papa Pío IX (1846-1878) subrayó también que:

Fuera de la Iglesia Apostólica Romana nadie puede salvarse. […] Sin embargo, también hay que dar por sentado que los que sufren de ignorancia de la verdadera religión, si eso es invencible, no son ante los ojos del Señor los acusados de este fallo.

Esa ignorancia invencible, que muchos no católicos sufren, puede ser causada por la precariedad de los medios de comunicación, por la ineficiencia de la evangelización y por ambientes de restricción y de barreras contextuales, intelectuales, psicológicas, culturales, sociales y religiosas, muchas veces insuperables. Eso significa que todos los no católicos (incluso los no cristianos) también pueden ser salvos, siempre que, sin culpa propia, ignoran la Revelación divina y la Iglesia, pero que "buscan sinceramente a Dios y bajo la influencia de la gracia se esfuerzan por cumplir su voluntad". En relación con los bebés y niños muertos sin bautizar, la Iglesia tiene esperanza de que ellos puedan ser salvos, por eso, en su liturgia, las confía a la infinita bondad de Dios.
La Iglesia enseña también que los cristianos no católicos son hermanos y son, a pesar de un modo imperfecto, miembros inseparables del Cuerpo Místico de Cristo, a través del bautismo. O sea, ellos son considerados como elementos de la única Iglesia de Cristo, que subsiste (subsistit in) en la Iglesia católica. Por eso, esas comunidades cristianas disponen de muchos, pero no de la totalidad, de los elementos de santificación y de verdad necesarios a la salvación, siendo esa posición católica una de las bases del ecumenismo actual. Pero, la Iglesia católica afirma que solo ella es que la que contiene y administra la totalidad y la plenitud de los medios de salvación.
La posición ecuménica de tolerancia y respeto a otras religiones no significa que la Iglesia católica reconozca que todas las religiones son válidas e iguales y que los hombres están consecuentemente libres para salir de la Iglesia. Para concluir, la afirmación fuera de la Iglesia no hay salvación significa que "toda la salvación viene de Cristo-Cabeza por medio de la Iglesia, que es su Cuerpo", independientemente de que la persona salva sea católica o no.

### Sufrimiento

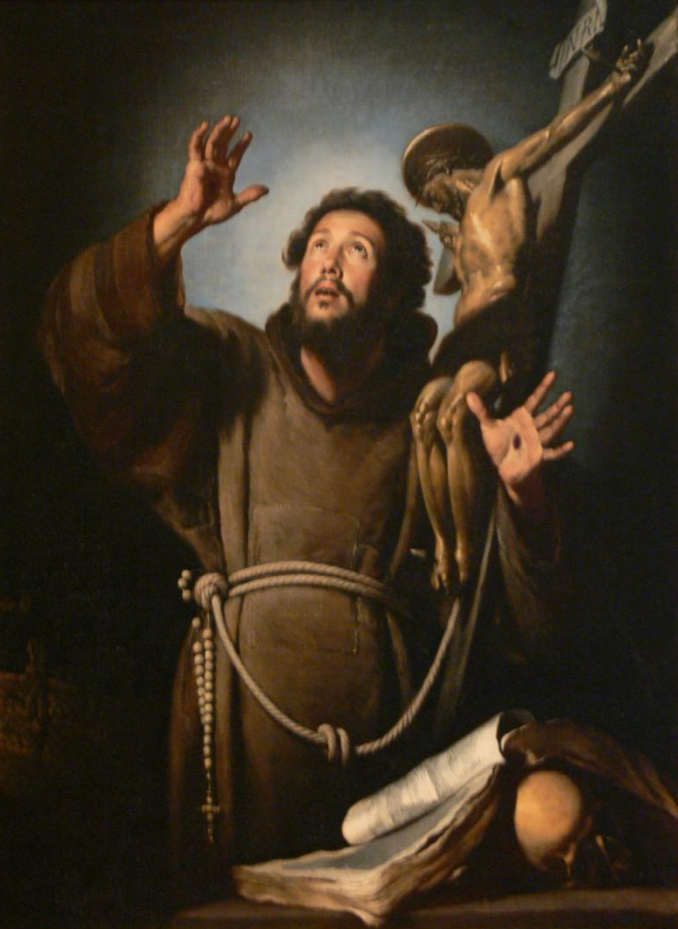
San Francisco de Asís (1182-1226), tal como muchos santos, era practicante de innumerables sacrificios. Experimentó la pobreza radical y el dolor de los estigmas.

Según la perspectiva católica, el sufrimiento, que es una consecuencia del mal y que está asociado a la muerte y a las limitaciones humanas, nunca fue deseado por Dios. Pero, contra la voluntad divina, el sufrimiento pasó a ser una realidad intrínseca al hombre, por consecuencia del pecado original y, posteriormente, de todos los pecados cometidos por los hombres. Esto significa que el sufrimiento es arrebatado a la libertad humana y al conflicto entre el bien y el mal en el mundo
Pero, por causa del sacrificio redentor de Cristo, el sufrimiento pasó a tener un "sentido verdaderamente sobrenatural y […] humano, […] porque se radica en el misterio divino de la redención del mundo y […] porque en él el hombre se acepta a sí mismo, con su propia humanidad, con la propia dignidad y la propia misión." Luego, el sufrimiento pasó a estar presente en el mundo para desencadenar el amor y para posibilitar la conversión y la reconstrucción del bien.
Por esas razones, el sufrimiento, ya sea voluntario (ej.: la mortificación), como involuntario, pasó a ser, sobre la forma de sacrificio, una pieza fundamental en la salvación de la humanidad, mediante la participación personal y unión de los sacrificios individuales al supremo Sufrimiento de Cristo. Y esa participación implica la aceptación amorosa y resignada de los sufrimientos mandados por Dios en la vida terrenal. De hecho, San Pablo también afirmaba que va "completando en mi carne lo que falta a los sufrimientos de Cristo, a favor de su cuerpo, que es la Iglesia" (Col 1,24). Además de eso, el sufrimiento sirve también para que Dios pruebe la fe, a perseverancia y la confianza del hombre en Él, bien como para volver al hombre más fuerte y más maduro (como en el caso de Job).

### Comunión de los Santos

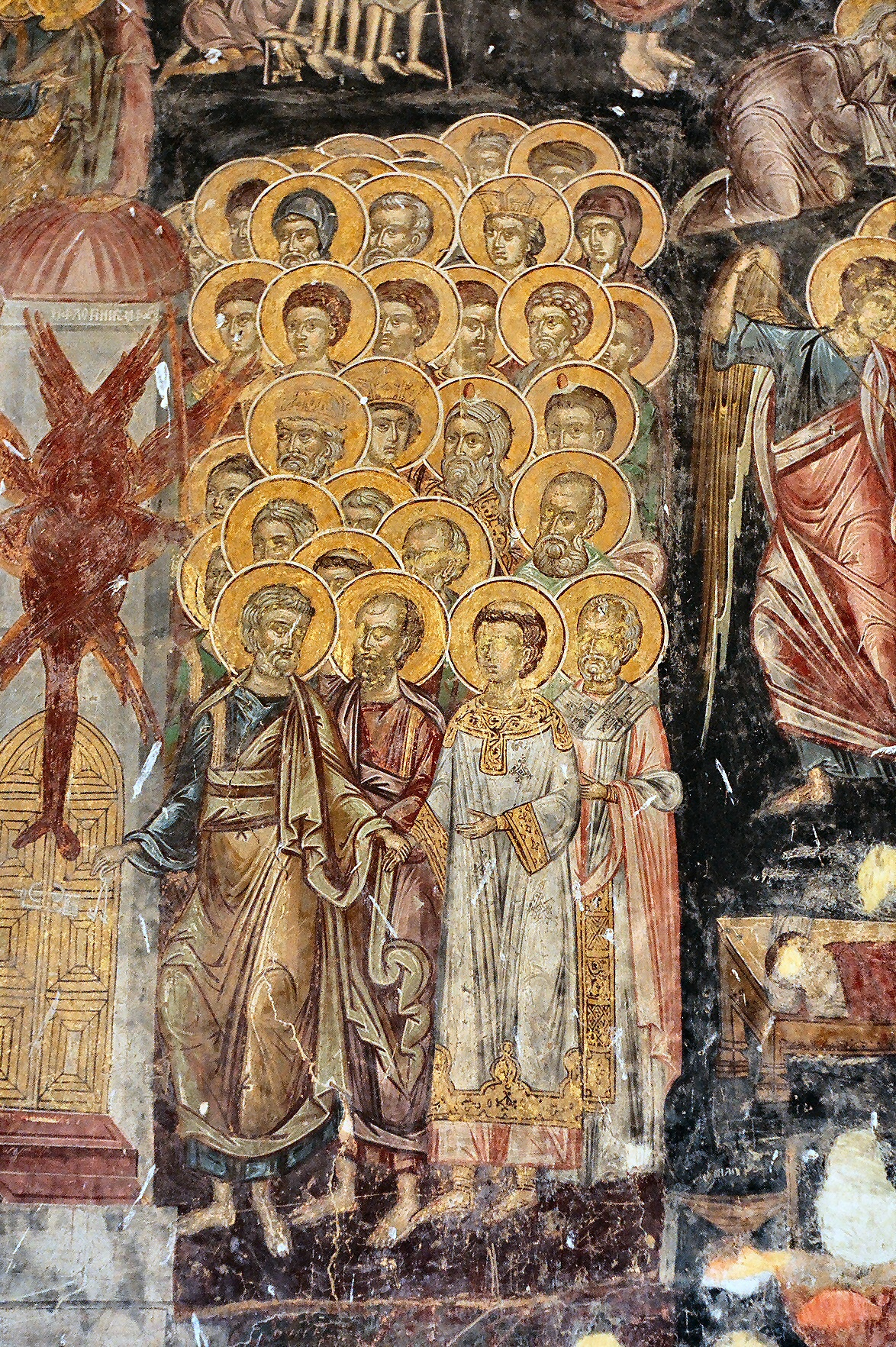
Un grupo de santos en el Cielo.

La comunión de los Santos puede significar la participación de todos los miembros de la Iglesia en las cosas santas: la fe, los sacramentos, los carismas y los otros dones espirituales. Por otro lado, y más vulgarmente, significa la unión viva de todos los cristianos en estado de gracia (o sea, que no están manchados por pecados mortales y, por lo tanto, son considerados santos en sentido amplio), que están en tres estadios espirituales diferentes:
- Iglesia Militante, formada por los habitantes de la Tierra que no tienen ningún pecado mortal cuya culpa todavía no fue perdonada;[263][264]
- Iglesia padeciente, constituida por las almas que todavía padecen en el Purgatorio[263] y que, por eso, necesitan de las oraciones de sufragio (es decir, la misa), de las buenas obras, de los sacrificios, de las indulgencias y de las obras de penitencia practicadas por los miembros de la Iglesia militante.[265] Todas estas acciones aceleran la purificación y posterior entrada en el Cielo de estas almas padecientes;[264]
- Iglesia Triunfante, compuesta por los habitantes del cielo (desconocidos/anónimos o reconocidos por la Iglesia), que alcanzaron la eterna y definitiva santidad y que, por lo tanto, son los intercesores de los hombres junto a Dios.[263][264]

Además de estos santos que se encuentran en estos tres estadios espirituales, la Iglesia católica está también constituida por personas que tienen pecados mortales, que son considerados como miembros imperfectos y solo entran nuevamente en la comunión de los santos (se consideramos la segunda definición) se arrepienten de sus pecados y confiesan. Vulgarmente, y en sentido más restricto, un santo es considerado solamente como una persona canonizada o beatificada (o sea, reconocida) por la Iglesia por distinguirse por su santidad. Por eso, la Iglesia la reconoce como un habitante del Cielo y un modelo ejemplar de imitación. Además de eso, un santo es todavía digno de culto, pero, solo de veneración (la dulía), que es diferente del culto de adoración a Dios.

## Virgen María: Madre de Dios

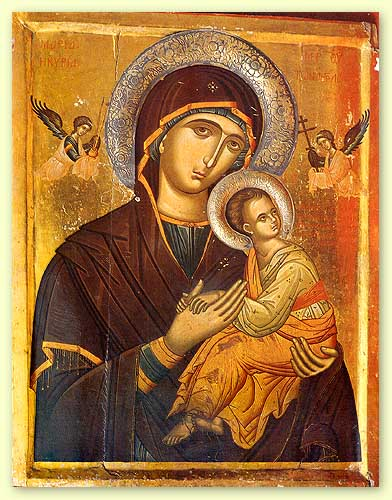
Virgen María y el niño Jesús en su regazo.

De acuerdo con a mariología católica, Dios escogió libremente a María como a madre de su Hijo: para cumplir tal misión, fue preservada del pecado original y de todos los pecados. El arcángel Gabriel anunció a la Virgen María que Dios haría que ella concibiese a Jesús del Espíritu Santo, o sea, en virginidad y sin participación de ningún hombre. Luego, el Espíritu Santo hizo de ella la Madre de Cristo y, como Cristo es el propio Dios encarnado, también la Madre de Dios. María aceptó obedientemente esa misión divina tan necesaria para la salvación, volviéndose así en la corredentora de los hombres. Se casó con San José, que asumió la paternidad terrenal de Jesús, pero, aun así, ella consiguió conservar su virginidad por toda la vida.
Debido al hecho de haber concebido a Jesús, que es el único Redentor de los hombres y la Cabeza de la Iglesia, ella se vuelve también la Madre de la Iglesia y de todos los hombres que Jesús vino a salvar. Ella "coopera con amor de madre en el nacimiento y en la formación en la orden de la gracia" de cualquier ser humano. Después de su asunción al cielo, ella, como Reina del Cielo, continúa con la intercesión por sus hijos y es un modelo de santidad para todos. Los católicos "ven en ella una imagen y una anticipación de la resurrección que los espera", siendo por eso el icono escatológico de la Iglesia (o la realización más perfecta de la Iglesia).
El culto de veneración a María (llamado hiperdulía) es diferente del culto de adoración a Dios. El culto mariano es expresado en las fiestas litúrgicas dedicadas a ella, en las peregrinaciones a los ubicaciones donde María apareció, en las innumerables devociones (ex.: Escapulario de Nuestra Señora del Carmo) y oraciones marianas (ex.: Santo Rosario). Una de las principales causas de la devoción popular y del culto a María tienen a ver con la creencia de los católicos en la poderosa intercesión de María junto a Dios, el destinatario último de todas las oraciones y pedidos de los hombres.

## La mujer
Para más información sobre el pensamiento de san Pablo sobre la mujer en sus epístolas auténticas, véase: La mujer en las epístolas de Pablo de Tarso 
Existe en la Biblia varios versículos donde se puede interpretar que la figura de la mujer es inferior a la del hombre (Eclesiastés 7:26, 
Eclesiastés 25:24, Eclesiastés 42:14, 1Corintios 11:7-9 y Timoteo 2:9-14). Pero, también existen varios otros donde se puede interpretar que la mujer tiene un papel importante, especial, central y digno (Génesis 2:20-24, Proverbios 19:14, Proverbios 12:4, Proverbios 31:10, 1Pedro 3:7, 25-31, 1Gálatas 4:4-7, Éxodo 20:12 y Mateo 28:1-10).
La Iglesia católica solo admite hombres como clérigos, y lo justifica porque los doce Apóstoles fueron todos hombres y Jesús, en su forma humana, también es hombre. Pero, a pesar de eso, la Iglesia considera actualmente que la mujer y el hombre son iguales en dignidad, porque fueron ambos creados a la imagen y semejanza de Dios, pero son diferentes y por eso, deben vivir en una "complementariedad recíproca en cuanto a lo masculino y femenino".
En lo que respecta al Magisterio ordinario de la Iglesia católica el papa Pablo VI en el discurso del 8 de diciembre de 1965 por la clausura del Concilio Vaticano II realizó un "Mensaje a las mujeres" en el que se manifestó de la siguiente manera:

Llega la hora, ha llegado la hora en que la vocación de la mujer se cumple en plenitud, la hora en que la mujer adquiere en el mundo una influencia, un peso, un poder jamás alcanzado hasta ahora.

En 1988, el papa Juan Pablo II escribió la carta apostólica Mulieris Dignitatem, donde elogió el papel de la mujer (incluido el de la Virgen María), se disculpó ante las acciones machistas cometidas por miembros de la Iglesia a lo largo de la historia, agradeció a las mujeres por todo lo que hicieron en el mundo y llamó a la defensa de la dignidad de la mujer. Asimismo se definió a favor del complementarianismo, que sostiene que tanto los hombres como las mujeres se complementen entre sí en sus diferentes papeles y funciones.
En la exhortación apostólica Amoris laetitia escrita en 2016 el papa Francisco señaló: 

Hay quienes consideran que muchos problemas actuales han ocurrido a partir de la emancipación de la mujer. Pero este argumento no es válido, “es una falsedad, no es verdad. Es una forma de machismo”. La idéntica dignidad entre el varón y la mujer nos mueve a alegrarnos de que se superen viejas formas de discriminación, y de que en el seno de las familias se desarrolle un ejercicio de reciprocidad. Si surgen formas de feminismo que no podamos considerar adecuadas, igualmente admiramos una obra del Espíritu en el reconocimiento más claro de la dignidad de la mujer y de sus derechos.

## Muerte y vida eterna

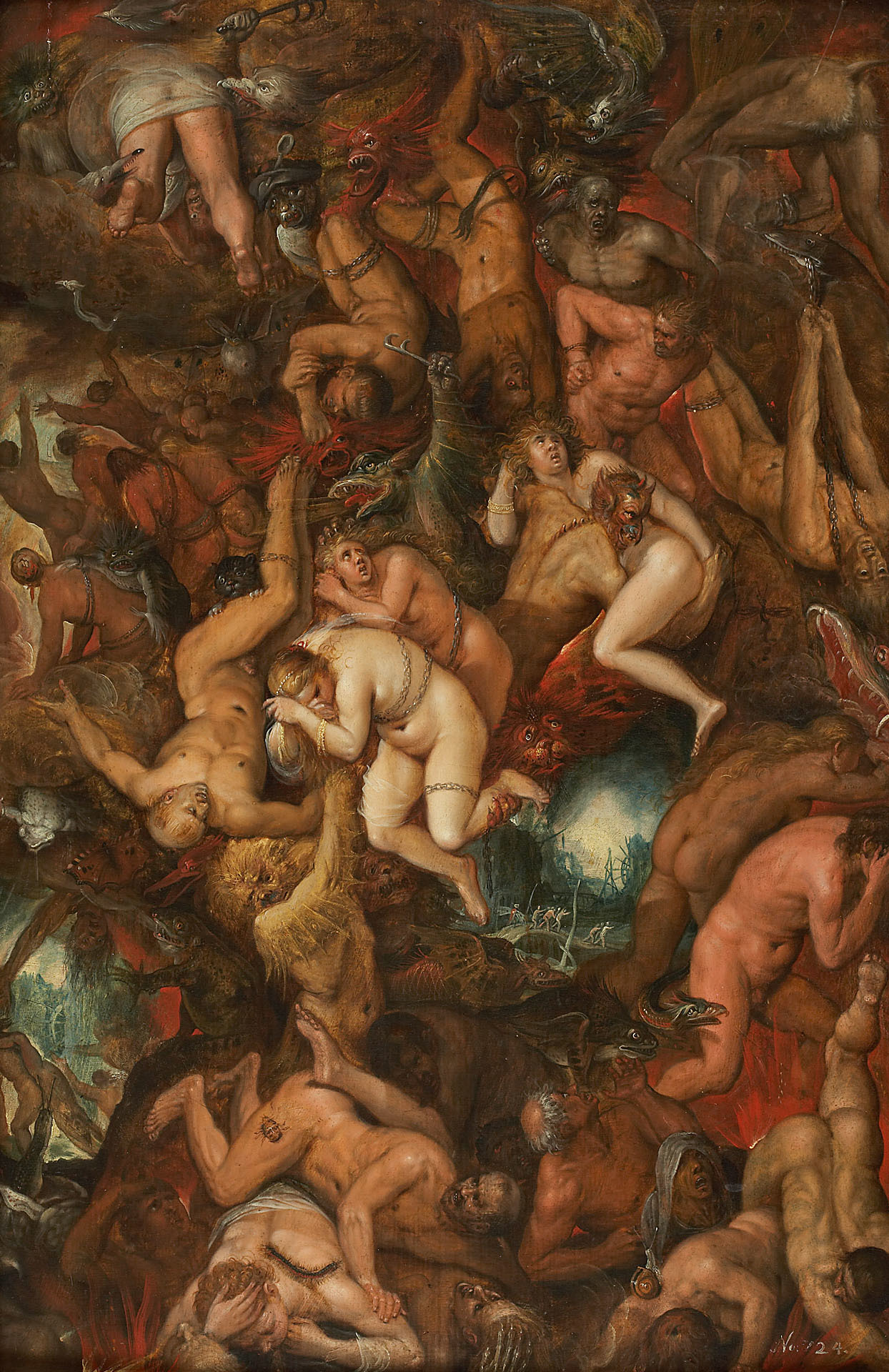
Almas perdidas siendo torturadas por el fuego eterno del Infierno.

Según la escatología católica, después de la muerte de cada persona, su alma se separa de su cuerpo mortal y corruptible, iniciando así su vida eterna, que no tendrá fin y que está precedida para cada uno por un juicio particular y que será confirmada por el juicio final. Ese juicio final se realizará en los últimos momentos antes del fin del mundo.

### Juicio particular
Básicamente, el juicio particular es el juzgamiento de retribución inmediata que cada hombre, después de su muerte, recibe de Dios, teniendo en cuenta su fe y sus obras realizadas durante su camino de santificación terrestre (vea la sección Salvación y Santidad). Después de esa epifanía particular, el alma será destinada a estar:
- en el Paraíso (o Cielo), que es el estado de salvación definitiva y de felicidad suprema, reservado solamente a las personas que, debido a la aceptación de Dios (y del su amor) y a su arrepentimiento, murieron en estado de gracia, es decir, sin manchas de cualquier pecado. Esos santos forman así la Iglesia triunfante, donde "ven a Dios cara a cara" (1 Cor 13,12), viven en comunión de amor con la Santísima Trinidad y interceden por los habitantes de la Tierra;[281]
- en el Purgatorio, que es el estado de aquellos que, siendo amigos de Dios y ya salvos, aún necesitan purificación para entrar puros al Cielo. Esa purificación temporal, que los fieles aún peregrinos en la Tierra pueden ayudar a acelerar (vea la subsección Comunión de los santos), consiste en la eliminación de las penas temporales de los pecados cuyas culpas ya se habían perdonado;[282]
- en el Infierno, que consiste en la condenación eterna de aquellos que decidieron libremente vivir separados de Dios. Más concretamente, ellos rechazaron a Dios, su amor y su gracia salvadora, escogiendo voluntariamente persistir en el pecado mortal, incluso en el momento de la muerte.[283] Esas decisiones son respetadas por Dios, porque Él creó el hombre como un ser libre y responsable, a pesar de que Él quiere "que todos tengan modo de arrepentirse" (2 Ped 3,9).[284]

Esa doctrina escatológica, que trata sobre el destino individual de las almas, está sintetizada en los llamados novíssimos, que son cuatro: muerte, juicio, infierno y paraíso. El purgatorio no entra porque es solo un estado espiritual transitorio y temporario.

### Fin del mundo, Juicio Final, Resurrección y Reino de Dios

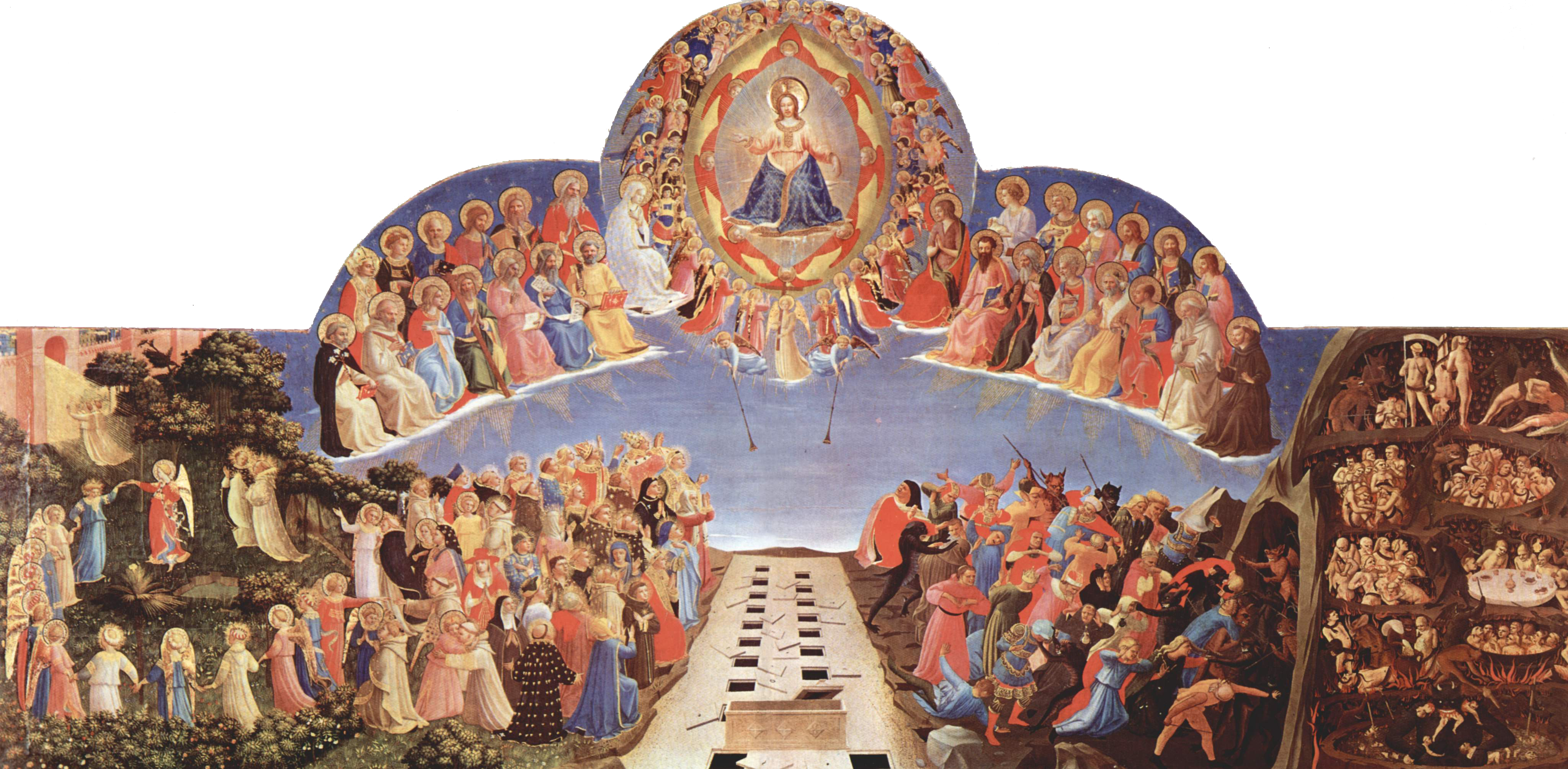
Juicio Final.

Acerca del destino colectivo del hombre en la fin del mundo, la Iglesia enseña que ocurrirá un Juicio final incluso antes del fin del mundo, pero ni ella sabe exactamente cuándo ocurrirá ese acontecimiento. Incluso antes de eso, Jesucristo, que también resucitó de los muertos y vive para siempre, resucitará toda la humanidad, dando, más concretamente, una nueva vida, pero esta vez inmortal, para todos los cuerpos que perecieron. En ese momento, todas las almas, que estén en el Cielo, en el Purgatorio o en el Infierno, regresarán definitivamente a sus nuevos cuerpos.
En la visión católica, toda la humanidad se reunirá delante de Dios, más concretamente de Jesús, que va a regresar triunfalmente a la tierra como juez de los vivos y de los muertos. El confirmará los innumerables juicios particulares y permitirá consecuentemente que el cuerpo resucitado pueda "participar en la retribución que el alma tuvo en el juicio particular". Esta retribución consiste en la vida eterna (para los que están en el Cielo o en el Purgatorio) o en la condenación eterna (para los que están en el Infierno).
Después del Juicio Final, se cree, se dará finalmente el fin del mundo. El antiguo mundo, que fue creado por Dios en el principio, se libera de la esclavitud del pecado y se transforma en los "nuevos cielos y tierras nuevas" (2 Pedro 3:13). En este nuevo estado de cosas, se logra también la plenitud de la Reino de Dios, es decir, la realización definitiva del designio salvífico de Dios de "recapitular todas las cosas en el cielo y la tierra" (Ef 1:10). En este misterioso reino, donde el mal no existe, los santos (o salvados) disfrutan de la vida eterna y Dios será "todo en todos" (1 Corintios 15:28), formando así una gran familia y comunión de amor y felicidad. Los condenados vivirán para siempre en el infierno y lejos del Reino de Dios.

## Moral católica
Los católicos creen que la Revelación divina presenta las reglas para un buen relacionamiento de los hombres entre sí y para con Dios. Esa ética y moral se centra en el desafío de la dádiva de sí mismo a los otros y a Dios. Por lo tanto, esas reglas deben ser practicadas en el cotidiano, para liberar al hombre de la esclavitud del pecado, que es un auténtico abuso de la libertad. Eso porque, en la visión católica, el hombre solo es libre si consigue ser mejor y ser atraído para el bien y para lo bello. La Iglesia enseña que la bondad y las bienaventuranzas definen el contexto para la conducta moral cristiana, que es indispensable para el camino de la salvación, iniciada por la gracia santificante del bautismo, que justifica.
Según la Iglesia, la transgresión de una regla moral implica la elección del mal y por eso el cometimiento de pecados, aunque la intención, las consecuencias y las circunstancias pudiesen anular o atenuar la responsabilidad de quien actúa. Pero eso no puede nunca alterar la cualidad moral de los propios actos, visto que "el fin no justifica los medios".

### Dignidad, libertad y consciencia moral
La doctrina católica cree que el hombre posee dignidad, que está radicada en su creación a la imagen y semejanza de Dios, lo que implica necesariamente que el hombre posee libertad y conciencia moral. La libertad es una capacidad inalienable del hombre, dada por Dios, de escoger entre el bien y el mal. Ese poder único, que "llega a la perfección cuando es ordenado por Dios", torna el hombre responsable por sus actos deliberados, debido a su conciencia moral. Luego, "la elección del mal es un abuso de la libertad, que conduce a la esclavitud del pecado."
Cuando escucha correctamente la consciencia moral, cualquier persona percibe la cualidad moral de un acto, permitiéndole asumir la responsabilidad, y consigue oír la voz de Dios, que lo ordena a practicar el bien y a evitar el mal. El hombre, como posee dignidad, no debe ser por eso impedido u obligado a actuar contra su consciencia, se bien que ella también puede producir juicios equivocados. Luego, es preciso educarla y ratificarla, para que ella pueda estar cada vez más en sintonía con la voluntad divina, con la razón y con la Ley de Dios (incluyendo la regla de oro y los mandamiento del amor).

### Ley moral

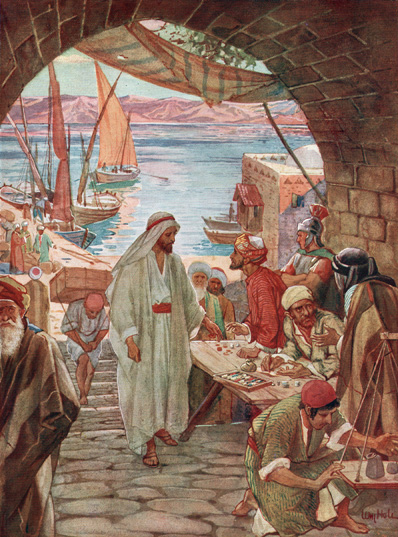
Jesús dio a los hombres la Nueva Ley, que es la forma perfecta de la Ley de Dios. Esta nueva ley se resume en los mandamientos de amor.

Los católicos creen que la Ley moral o Ley de Dios, siendo una obra divina, les prescribe la conducta que los llevan a la salvación y a la felicidad eterna, prohibiéndolos de los caminos que los desvían de Dios y del su amor. Esa ley es constituida por la Ley natural, que está escrita por Dios en el corazón de cada ser humano; por la Antigua Ley, revelada en el Antiguo Testamento; y por la Nueva Ley, revelada en el Nuevo Testamento por Jesús.
La Ley natural "manifiesta el sentido moral originario" que permite al hombre diferenciar, por la razón y por su conciencia, el bien y el mal. Como todos los hombres (fieles o infieles) la perciben, ella es de cumplimiento universal y obligatorio, pero ella no siempre es totalmente comprendida, debido al pecado. Por eso, San Agustín afirma que Dios "escribió en las tablas de la Ley lo que los hombres no conseguían leer en sus corazones", dando así origen a la Antigua Ley, que es la primera etapa de la Revelación divina y que está resumida en los Diez Mandamientos.
La Antigua Ley, siendo todavía imperfecta, prepara y predispone a la conversión y al acogimiento del Evangelio y de la Nueva Ley, que es la "perfección y cumplimiento" (pero no la substitución) de la Ley natural y de la Antigua Ley. Esa Nueva Ley se encuentra en toda la vida y prédica de Cristo y de los Apóstoles, siendo el Sermón del monte su principal expresión. Esa ley ya perfecta es plenamente revelada y se resume en el mandamiento del amor a Dios y al prójimo, que es considerada por Santo Tomás de Aquino como "la propia gracia del Espíritu Santo, dada a los creyentes en Cristo."

#### Diez Mandamientos

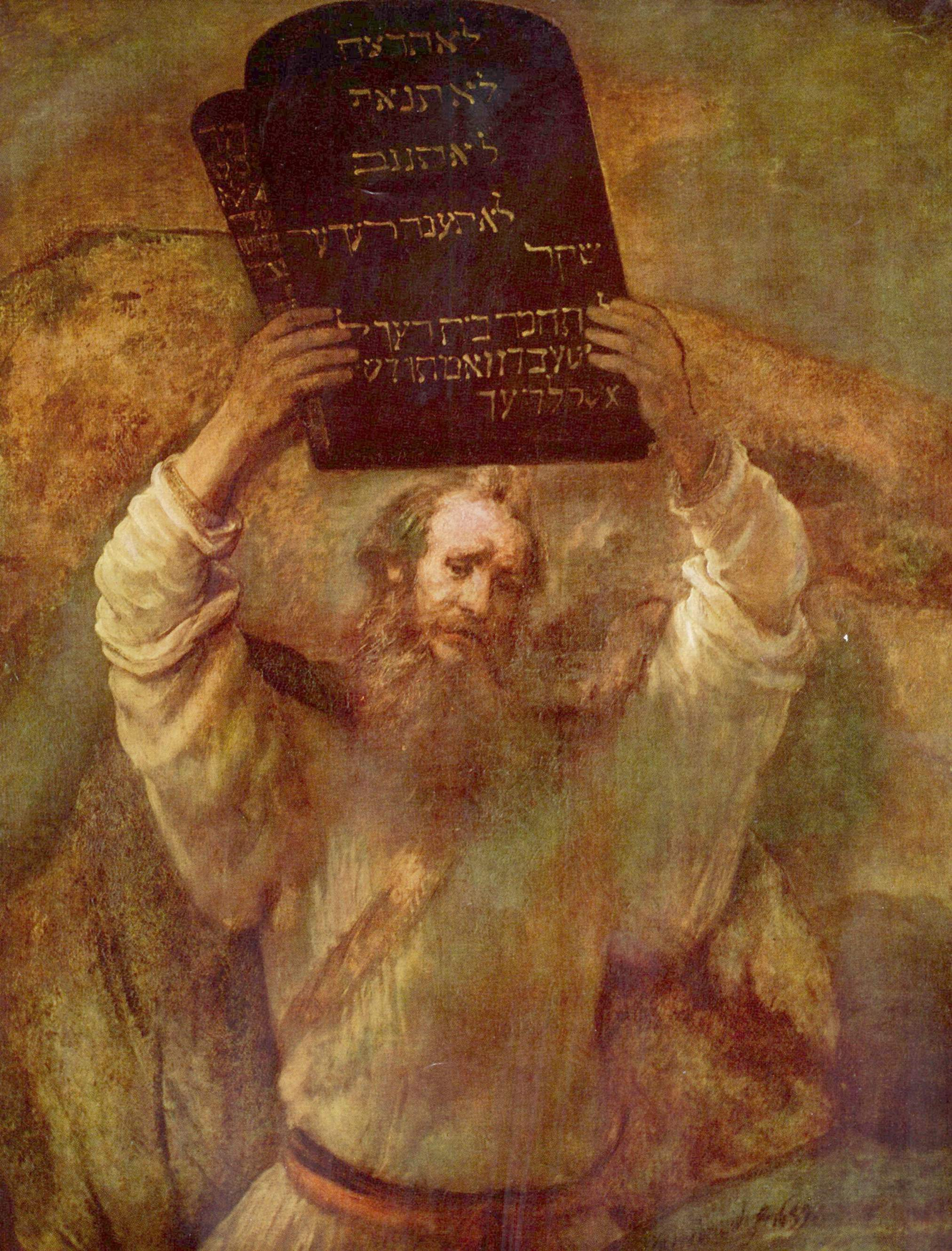
Moisés, gran profeta del Antiguo Testamento, trae los Diez Mandamientos al Pueblo de Dios. (Pintura de Rembrandt van Rijn (1659)).

Como los Diez Mandamientos (o Decálogo) son la síntesis de toda la Ley de Dios y la base mínima y fundamental de la moral católica, la Iglesia exige a sus fieles el cumplimiento obligatorio de esas reglas. Quienes no siguen estas reglas, cometen pecado. Además, según las propias palabras de Jesús, es necesario observarlos "para entrar en la vida eterna" (Mt 19,16-21), además de ser necesarios para que los fieles muestren su aprecio y que pertenecen a Dios. Estos mandamientos que determinan los deberes fundamentales del hombre para con Dios y su prójimo, también dan a conocer la voluntad divina, y en total son diez:
- 1.º - Adorar a Dios y amarlo sobre todas las cosas.
- 2.º - No invocar el Santo Nombre de Dios en vano.
- 3.º - Guardar domingos y fiestas de guarda.
- 4.º - Honrar al padre y a la madre (y a los otros legítimos superiores).
- 5.º - No matar (ni causar otro daño, en el cuerpo o en el alma, a sí mismo o a prójimo).
- 6.º - Guardar castidad en las palabras y en las obras.
- 7.º - No hurtar (ni injustamente retener o dañar los bienes del prójimo).
- 8.º - No levantar falsos testimonios.
- 9.º - Guardar castidad en los pensamientos y en los deseos.
- 10.º- No codiciar las cosas ajenas.

(Basados en La Biblia de Jerusalén Éxodo 20:3-17) 

Según la doctrina católica sobre los Diez Mandamientos, esos mandamientos pueden ser resumidos en solo dos, que son: amar a Dios sobre todas las cosas; y amar al prójimo como a nosotros mismos.

### Virtud
La virtud, que se opone al pecado, es una cualidad moral que dispone una persona a hacer el bien, siendo "el fin de una vida virtuosa tornarse semejante a Dios". Según la Iglesia católica, existen una gran cantidad de virtudes que derivan de la razón y de la fe humana. Estas, que se llaman virtudes humanas, regulan las pasiones y la conducta moral humanas, siendo las más importantes las virtudes cardinales, que son cuatro: la Prudencia, la Justicia, la Fortaleza y la Templanza.
Pero, para que las virtudes humanas lleguen a su plenitud, ellas tienen que ser vivificadas y animadas por las virtudes teologales, que "tienen como origen, motivo y objeto inmediato el propio Dios". Ellas son infundidas en el hombre con la gracia santificante y vuelven a los hombres capaces de vivir en relación con la Santísima Trinidad. Las virtudes
teologales son tres: la Fe, la Esperanza y la Caridad (o Amor). Sobre las virtudes, San Pablo dice que la mayor de todas ellas es el amor (o caridad).

### Pecado

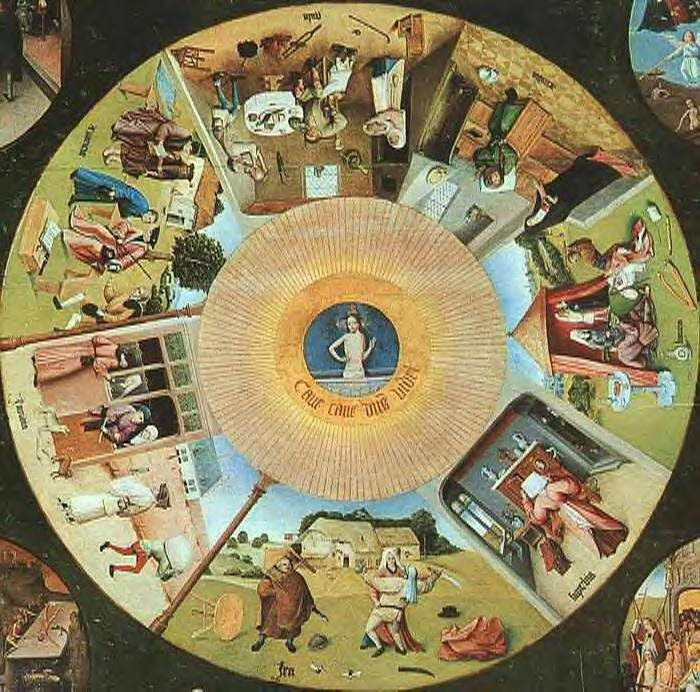
Los Siete Pecados Capitales.

Según San Agustín, el pecado es "una palabra, un acto o un deseo contrarios a la Ley eterna", causando por eso ofensa a Dios y a su amor. por lo tanto, ese acto del mal es un abuso de la libertad y perjudica la naturaleza humana. Los católicos creen que Cristo, con su muerte, reveló plenamente la gravedad del pecado y lo venció con su amor. Hay una gran variedad de pecados, que pueden ser directamente contra Dios, contra el prójimo y contra sí mismo. También se puede distinguir entre pecados por palabras, por pensamientos, por omisiones y por acciones.
La repetición de pecados genera vicios, que oscurecen la conciencia e inclinan al mal. Los vicios se relacionan con los siete pecados capitales: soberbia, avaricia, envidia, ira, lujuria, gula y pereza. La Iglesia enseña también que todos aquellos que cooperan culpablemente en los pecados de los otros, son también responsabilizados por tal. En cuanto a su gravedad, los pecados cometidos se pueden dividir en:
- pecados mortales, que son cometidos cuando "hay materia grave, son cometidos con plena conciencia y deliberado consentimiento". Ellos alejan al hombre de la caridad y de la gracia santificante y, si el pecador no se arrepiente sinceramente, lo conducen a la muerte eterna del Infierno;[319]
- pecados veniales, que son cometidos sin pleno consentimiento o sin plena conciencia o también cuando se trata de materia leve. Ellos, a pesar de que alejan el camino de santificación, merecen solo penas purificatorias temporales, es decir en el Purgatorio.[320]

Todos esos pecados personales se deben al debilitamiento de la naturaleza humana, que pasó a quedar sometida e inclinada a la ignorancia, al sufrimiento, a la muerte y al pecado. Eso es causado por el pecado original, transmitido a todos los hombres, sin culpa propia, debido a su unidad de origen, que es Adán y Eva. Ellos desobedecieron a Dios en el inicio del mundo, originando ese pecado, que puede ser actualmente perdonado (pero no eliminado) por el bautismo.

#### Perdón e indulgencias
Como el amor de Dios es infinito y como Jesús ya se sacrificó en la cruz, todos los hombres, católicos o no, pueden ser perdonados por Dios en cualquier momento, desde que se arrepienten de un modo libre y sincero y se comprometen en hacer lo posible para perdonar a sus enemigos. Ese perdón tan necesario puede ser concedido por Dios sacramentalmente y por medio de la Iglesia, por la primera vez, a través del bautismo y después, ordinariamente, a través de la reconciliación.
Pero Dios también puede conceder ese perdón a través de muchas maneras diferentes (o incluso directamente) para todos aquellos que se arrepientan (incluyendo los no-católicos). Pero el perdón divino no significa la eliminación de las penas temporales, o sea, del mal causado como consecuencia de los pecados cuya culpa ya está perdonada. En ese caso, para eliminarlas, es necesario obtener indulgencias y practicar buenas obras durante la vida terrenal o también, después de morir, una purificación del alma en el Purgatorio, con la finalidad de entrar puro y santo en el Cielo

##### La venta de indulgencias

La venta de indulgencias, pintura de Augsburg, cerca de 1530.

Durante la Edad Media surgió el llamado contrabando de indulgencias, en que los documentos forjados declaraban la venta de indulgencias de carácter extraordinario, habiendo en algunos ubicaciones, la venta de indulgencias por profesionales "perdonadores" (quaestores, en latín). La Iglesia reconoció y condenó la existencia de estos abusos, como puede ser observado en los decretos y documentos del Cuarto Concilio de Letrán (1215), del Concilio de Ravena (1317), del Papa Bonifacio IX (1392) y de otros Papas, tales como Clemente IV, Juan XXII, Martín V y Sixto IV, que lucharon y prohibieron abusos de indulgencias practicados en su época.
A pesar de estas condenaciones y restricciones, el final de la Edad Media vio el crecimiento considerable de estos abusos, que serían contestadas en la Reforma protestante. En 1563, en la última sesión del Concilio de Trento, la venta de indulgencias fue prohibida definitivamente para no permitir más excesos y abusos. Desde entonces, las indulgencias pasaron a ser concedidas gratuitamente a los fieles que practicasen determinados actos de piedad, penitencia y caridad (ex: oraciones, peregrinaciones, etc.) establecidos por la Iglesia.

### Amor, sexualidad y castidad

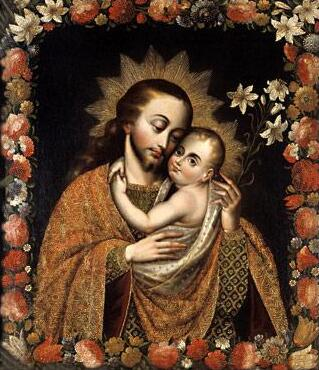
San José, el padre adoptivo de Jesús, es considerado como un gran modelo de castidad.

En relación con la sexualidad, la Iglesia católica invita a todos sus fieles a vivir en castidad, que es un don divino y una virtud moral que permite la integración positiva de la sexualidad en la persona. Esa integración exige "un aprendizaje del dominio de sí, que es una pedagogía de la libertad humana. La alternativa es clara: o el hombre controla sus pasiones y alcanza la paz, o se deja dominar por ellas y se torna infeliz." La virtud de la castidad se relaciona con la virtud cardinal de la templanza.
Luego, todos los católicos son llamados a la castidad, porque la sexualidad solo se "torna personal y verdaderamente humana cuando está integrada en la relación de persona a persona, en el don mutuo total y temporalmente ilimitado, del hombre y de la mujer", ambos unidos por el sacramento del matrimonio (que es indisoluble). Por eso, los actos sexuales fuera del matrimonio constituyen siempre un pecado grave. Por esas razones, el sexo prematrimonial, la pedofilia, el adulterio, la masturbación, la fornicación, la pornografía, la prostitución, el estupro y los actos sexuales entre homosexuales son condenados por la Iglesia como expresiones del vicio de la lujuria.
Para la Iglesia, el amor es una virtud teologal y lo opuesto al desamor. Aplicado en las relaciones conyugales humanas, el amor verdaderamente vivido y plenamente realizado es una comunión de dádiva mutua de sí mismo, "de afirmación mutua de la dignidad de cada pareja" y un "encuentro de dos libertades en entrega y receptividad mutuas". Esa comunión conyugal del hombre y de la mujer es un icono de la vida de la Santísima Trinidad y lleva no solo a la satisfacción, sino también a la santidad. Ese tipo de relación conyugal propuesto por la Iglesia exige permanencia y compromiso matrimoniales.

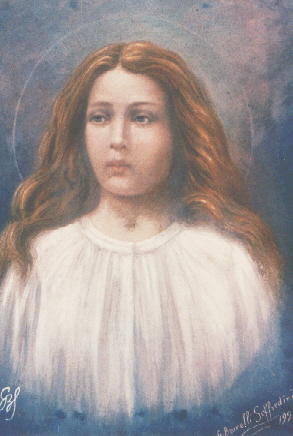
Santa María Goretti (1890-1902), una virgen que, tal como los innumerables santos, vivió rigurosamente y a su manera la castidad cristiana.

Por esa razón, la sexualidad es una fuente de alegría y placer, y se ordena al amor conyugal y para la procreación. La sexualidad (y el sexo) es también considerada como la gran expresión del amor recíproco, donde el hombre y la mujer se unen y se complementan.
El verdadero amor conyugal, donde la relación sexual es vivida dignamente, solo es posible gracias a la castidad conyugal. Esa virtud permite una vivencia conyugal perfecta basada en la fidelidad y en la fecundidad matrimoniales. Pero además de la castidad conyugal (que no implica la abstinencia sexual de los casados), existen también diversos regímenes de castidad: la virginidad o el celibato consagrado (para los religiosos, las personas consagradas, los clérigos etc.) y la castidad en la abstinencia (para los no casados).

#### El divorcio
En la actualidad, la Iglesia no acepta el divorcio [cita requerida] , aunque este sea aceptado en el Antiguo Testamento: 

Cuando alguno tomare mujer y se casare con ella, si no le agradare por haber hallado en ella alguna cosa indecente, le escribirá carta de divorcio, y se la entregará en su mano, y la despedirá de su casa.

 Sin embargo, en el Nuevo Testamento, Jesús, que según la Iglesia vino a completar y dar el sentido definitivo a las revelaciones divinas del Antiguo Testamento, afirmó que: 

Moisés permitió dar carta de divorcio, y repudiarla. […] Por la dureza de vuestro corazón os escribió este mandamiento; pero al principio de la creación, varón y hembra los hizo Dios, Por esto dejará el hombre a su padre y a su madre, y se unirá a su mujer; y los dos serán una sola carne; así que no son ya más dos, sino uno. Por tanto, lo que Dios juntó, no lo separe el hombre.

Por eso, basándose en las enseñanzas de Cristo, la Iglesia afirma que el sacramento del matrimonio entre un hombre y una mujer libres es indisoluble, hasta en el momento en que uno de los dos cónyuges muera. Sin embargo, en casos donde no hubo consumación o no hubo un consentimiento matrimonial claro y libre de cualquier violencia o "grave temor externo", el matrimonio puede ser declarado nulo e inexistente por autoridades eclesiásticas competentes.

#### Preservativos y ETSs
Según la doctrina católica, el uso actual e indiscriminado de preservativos incentiva un estilo de vida sexual inmoral, promiscuo, irresponsable y banalizado, donde el cuerpo es usado como un fin en sí mismo y el compañero(a) es reducido(a) a un simple objeto de placer. Ese tipo de vida sexual es fuertemente condenado por la iglesia.
El Papa Benedicto XVI reafirmó, durante su visita a los cameruneses y a Angola (17 de marzo a 23 de marzo), que solamente la distribución de preservativos no ayuda a controlar el problema del sida, por el contrario, contribuiría a "empeorar la situación". Tales declaraciones desencadenaron una tempestad de críticas y condenaciones por parte de gobiernos y de las ONG. El director ejecutivo del Fondo Mundial de Lucha contra el sida, la tuberculosis y el paludismo, Michael Kazatchine, pidió a Benedicto XVI que retirase sus declaraciones "inaceptables".
Sin embargo, en 2010, el Papa Benedicto XVI afirmó, de forma coloquial y no oficial, que el uso del preservativo puede ser justificable en algunos casos puntuales para disminuir el riesgo de contagio de las enfermedades de transmisión sexual (ETSs), "como por ejemplo la utilización del preservativo por un(a) prostituto(a)". Sin embargo, el Papa advirtió que el uso de preservativos no es "una solución ni verdadera ni moral". Él volvió también a reafirmar la doctrina católica que defiende que la fidelidad en el casamiento, el amor recíproco, la castidad, la humanización de la sexualidad y la abstinencia son los mejores medios para combatir las ETSs, en lugar de la "mera fijación en el preservativo".

#### Homosexualidad
Los actos sexuales entre personas homosexuales son considerados moralmente incorrectos porque violan la "iconografía de diferenciación y complementariedad sexuales" entre el hombre y la mujer y porque son incapaces de generar vida. Sin embargo, para la Iglesia, tener tendencias homosexuales no es considerado un pecado, ni un castigo, sino solo una prueba. El pecado está en ceder a esas tendencias y adoptarlas en la práctica. La Iglesia repudia también cualquier reconocimiento legal de las uniones entre personas del mismo sexo.
Pero la Iglesia católica no discrimina a los homosexuales y pretende ayudarlos a vivir en la castidad, para que ellos eviten los actos sexuales, que son moralmente desordenados, «porque son actos de afirmación de sí mismos y no dádiva de sí mismos». La Iglesia todavía invita a los homosexuales a aproximarse gradualmente de la perfección cristiana, a través del autodominio, de la oración, de la gracia sacramental, del ofrecimiento de sus dificultades y sufrimientos como un sacrificio para Dios y «del apoyo de una amistad desinteresada».
Sin embargo, paradójicamente, algunas fuentes católicas afirman que los seminarios y los noviciados pueden estar dominados por homosexuales [cita requerida] . En relación con eso, el presidente del episcopado estadounidense, el monseñor Wilton D. Gregory declaró que «la lucha continúa y es importante que se combata para que los seminarios y los noviciados no estén dominados por homosexuales».

### Vida, planeamiento familiar y anticoncepción

En la encíclica Humanae Vitae (1968), el papa Pablo VI trató temas como la procreación y la regulación de natalidad.

La Iglesia católica considera la vida humana como sagrada y como un valor absoluto e inalienable, por eso condena, entre otras prácticas, la violencia, el homicidio, el suicidio, el aborto inducido, la eutanasia, la clonación humana (sea ella reproductiva o terapéutica) y las búsquedas o prácticas científicas que usan células madre extraídas del embrión humano vivo (que provocan la muerte del embrión). Para la Iglesia, la vida humana debe ser generada naturalmente por el sexo conyugal y tiene inicio en la fecundación (o concepción) y su fin en la muerte natural. Según esa lógica, la reproducción asistida es también considerada inmoral porque disocia la procreación del acto sexual conyugal, «instaurando así un dominio de la técnica sobre el origen y el destino de la persona humana».
En cuando a la regulación de los nacimientos, la Iglesia la defiende como una expresión de la paternidad y maternidad responsables a la construcción prudente de familias, desde que no sea realizada con base en el egoísmo o en imposiciones externas. Pero esa regulación solo puede ser hecha a través de métodos naturales de planificación familiar, tales como la continencia periódica y el recurso a los períodos infecundos. La píldora, la esterilización directa, el preservativo y otros métodos de anticoncepción son expresamente condenados como pecado mortal.
La iglesia enseña incluso que los métodos naturales son formas más humanistas y responsables de vivir la responsabilidad procreadora porque, cuando se usan correctamente, aumentan y fortalecen la comunicación y el amor entre los cónyuges; promueven el autoconocimiento del cuerpo; nunca tienen efectos colaterales en el organismo; y promueven la idea de que la fertilidad es una riqueza y un regalo divino que puede y debe ser utilizada en el momento oportuno.

## Doctrina Social de la Iglesia
A pesar de que la misión principal de la Iglesia, que consiste en la salvación de la humanidad, es de ámbito esencialmente espiritual, ella formuló una Doctrina Social de la Iglesia (DSI). A través de un análisis crítico de varias situaciones sociales, la DSI pretende fijar principios y orientaciones generales al respecto de la organización social, política y económica de los pueblos y de las naciones, orientando así a los católicos y hombres de buena voluntad en su acción en el mundo.
A través de las numerosas encíclicas y pronunciamientos de los papas, la Doctrina Social de la Iglesia aborda varios temas fundamentales, como la dignidad humana; las libertades y los derechos humanos; la familia; la promoción de la paz y del bien común en el respecto de los principios de la solidaridad y subsidiariedad; el primacía de la justicia y de la caridad; el sistema económico y la iniciativa privada; el papel del Estado; el trabajo humano; el destino universal de los bienes de la naturaleza; la defensa del ambiente; y el desarrollo integral de cada persona y de los pueblos.
Pero la existencia de la DSI no implica la participación del clero en la política, que está expresamente prohibida por la Iglesia, excepto en situaciones urgentes. Eso porque la misión de mejorar y animar las realidades temporales, incluidas a través de la participación cívico-política, y destinada a los laicos. Luego, la jerarquía eclesiástica está solo "en el negocio de formar el tipo de persona que consigue formar y dirigir gobiernos en los cuales la libertad conduce a la genuina realización humana".
El pensamiento social cristiano se fue desarrollando a lo largo de los tiempos, siendo el inicio de su sistematización datada en 1891, año de la promulgación de la encíclica Rerum Novarum por el Papa León XIII. La DSI rechaza las ideologías totalitarias y ateas asociadas al comunismo o al socialismo. Además de eso, en la práctica del capitalismo, la DSI rechaza, por ejemplo, la excesiva y desenfrenada expectativa del lucro y/o la primacía absoluta de la ley del mercado sobre el trabajo humano y la economía.

## Principales críticas
Además de las históricas críticas y divergencias entre la doctrina católica y las otras doctrinas cristianas y entre la doctrina católica y la ciencia, varias creencias y principios católicos son también actualmente criticados por el mundo moderno y hasta por algunos católicos.
Como por ejemplo, la ética católica sobre el casamiento (que en la actualidad no acepta el divorcio [cita requerida] ), sobre la vida (que no acepta el aborto, la eutanasia, el uso de anticonceptivos artificiales y la utilización de células madre embrionarias para fines científicos que lleven a la destrucción del embrión) y sobre el sexo (que no acepta el sexo prematrimonial, la homosexualidad y el uso de preservativos) continúan generando muchas polémicas y controversias. Las acciones escandalosas e inmorales, que van contra la doctrina católica, practicadas por ciertos miembros y clérigos católicos (ex: casos de abuso sexual infantil cometidos por miembros de la Iglesia católica) refuerzan las críticas referentes al modo como esa doctrina trata la sexualidad y la moralidad en general.
Con la creciente laicización y secularización del mundo occidental (Principalmente Reino Unido, Escandinavia y Benelux), algunas personas comenzaron a cuestionar la compatibilidad entre la democracia y la doctrina católica y la exigen hasta el fin de cualquier influencia de la Iglesia sobre la vida pública y sobre las decisiones legislativas (especialmente sobre la cuestión del aborto).
La propia creencia en Dios y las reglas ético-morales de la Iglesia son también duramente criticadas como obstáculos para la verdadera liberación, progreso y realización del hombre. Cuestiones más teológicas como la divinidad y celibato de Jesús (con especial atención a las teorías sobre María Magdalena), los milagros, la existencia de dogmas, la vida eterna, la virginidad de María y la paradójica compatibilidad entre la existencia de Dios y la existencia del mal y del sufrimiento son también cuestionadas. Recientemente, la cuestión teológica de la unicidad y universalidad salvífica de Jesucristo y de la Iglesia católica y al definición teológica de que la Iglesia católica es la única Iglesia de Cristo continúan dando lugar a varias polémicas y desacuerdos. A pesar de esas dos creencias, la Iglesia católica nunca negó la salvación de los no-católicos. Cuestiones más disciplinares de la Iglesia, como la jerarquía católica, el celibato clerical y la prohibición de la ordenación sacerdotal a las mujeres son también temas debatidos en la actualidad.
En conclusión, la Iglesia católica (y su doctrina) es muy controversial, porque ella "se revela muchas veces […] en oposición al que parece ser el conocimiento vulgar de nuestros tiempos" y porque ella insiste siempre en que "la fe implica verdades, que esas verdades implican obligaciones y que esas obligaciones exige ciertas decisiones". Por esa razón, la Iglesia católica, "vista de exterior, […] puede parecer de poca visión, de mal humor y atormentara - el predicador amargo de una cadena infinita de prohibiciones".

## La doctrina católica y la de las otras Iglesias cristianas

### Iglesia Ortodoxa
La doctrina de la Iglesia Ortodoxa es muy semejante a la de la Iglesia católica, ya que ambas desarrollaron sus principales creencias básicamente a partir de la misma tradición. Sin embargo, existen entre ellas varias diferencias doctrinales y disciplinares. Como por ejemplo, los ortodoxos solo reconocen los siete primeros concilios ecuménicos y no aceptan, como por ejemplo, el dogma católico de la Inmaculada Concepción (pero los ortodoxos creen en la Asunción de María); el Purgatorio; la primacía y la infalibilidad del Papa; la cuestión del Filioque; la falta de Epíclesis y el uso del pan ácimo (sin levadura) en la misa; la comunión eucarística solo sobre la especie del pan; o Bautismo por infusión (y no por inmersión); la forma de administrar el sacramento de la unción de los enfermos; el celibato de todo el clero y la indisolubilidad del matrimonio.
Debido al reciente y gran esfuerzo ecuménico, muchas de esas diferencias fueron siendo parcialmente resueltas o, por lo menos, disminuidas. El principal problema entre las dos iglesias reside en la cuestión de la primacía y de la infalibilidad del Papa. Pero, hasta en este campo, hubo progresos significativos, que culminaron con la aprobación del Documento de Ravena, el día 13 de octubre de 2007. En ese documento, las dos iglesias reconocieron la primacía papal, al afirmar que el Obispo de Roma "es el “protos”, o sea, el primero entre los patriarcas de todo el mundo, pues Roma, según la expresión de San Ignacio de Antioquía, es la "Iglesia que preside en la caridad"". Pero aun así, los católicos y ortodoxos todavía difieren en cuanto a los privilegios de la primacía.

### Iglesias protestantes

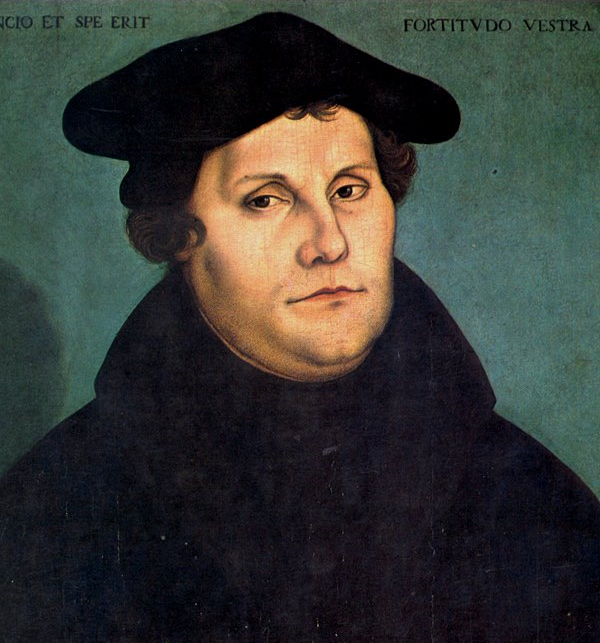
Martín Lutero, el padre de la Reforma protestante.

Las Iglesias protestantes adoptan, al igual que la Iglesia católica, el mismo Credo Niceno-Constantinopolitano, por lo que la doctrina acerca de la Santísima Trinidad y de Jesucristo es idéntica a la católica. Sin embargo, la diferencia entre la doctrina católica y la doctrina de la mayoría de los grupos protestantes es grande. En general, las diferencias más significativas se refieren al papel de la oración y la indulgencias; a la comunión de los Santos; a la doctrina del pecado original y de la gracia; a la predestinación; a la necesidad y naturaleza de la penitencia; y al modo de obtener a salvación, como los protestantes defienden que la salvación solo se puede alcanzar a través de Jesucristo y que Él es único que puede perdonar los pecados,[cita requerida] en detraimiento de la creencia católica de que la fe debe ser expresada también a través de las buenas obras esto provocó una gran divergencia que a su vez llevó a un conflicto sobre la doctrina de la justificación).
Hay también diferencias importantes en la doctrina de la Eucaristía y de los otros sacramentos (los protestantes solo profesan el Bautismo y la Eucaristía, que son solo para ellos meras señales que estimulan a fe); en la existencia del Purgatorio; en el culto de veneración a la Virgen María y a los santos; en la forma de interpretación (los protestantes defienden la interpretación personal o libre-examen de las Sagradas Escrituras) y en la composición del Canon de las Escrituras; en el papel de la Tradición oral; en la propia naturaleza, autoridad, administración, jerarquía y función de la Iglesia (incluyendo el papel de la Iglesia en la salvación); en el sacerdocio; y también en la autoridad y misión del Papa.
Sin embargo, ya que incluso entre las denominaciones protestantes hay diferencias considerables, podemos encontrar entre ellas algunas cuyas doctrinas se aproximan bastante a la católica. Es el caso, por ejemplo, de algunos sectores del Anglicanismo, que se autodenominan como anglo-católicos. Recientemente, el diálogo ecuménico moderno llevó finalmente a algunos consensos sobre la doctrina de la justificación entre los católicos y los luteranos, a través de la Declaración Conjunta Sobre la Doctrina de la Justificación (1999). Además de eso, ese diálogo trajo también varios consensos sobre otras cuestiones doctrinarias importantes, especialmente entre los católicos y los anglicanos.

## Nota
1. ↑  A modo de ejemplo, entre estos historiadores y científicos modernos se incluyen David C. Lindberg, Ronald Numbers,[97][98] Craig Rusbult,[99] Russell Maatman[100] Owen Gingerich,[101] Thomas E. Woods Jr.[102] y Jerome J. Langford[103]